# Bimota
Bimota S.p.A. è una casa motociclistica italiana con sede a Rimini.
Dopo alterne vicende societarie, dal 2013 l'azienda diviene di proprietà elvetica, mantenendo la produzione in Italia. Nel 2019 Kawasaki Heavy Industries acquisisce il 49,9% della società.
Il nome è l'acronimo delle prime due lettere dei tre cognomi dei soci fondatori Bianchi, Morri e Tamburini.

## Storia e produzione stradale

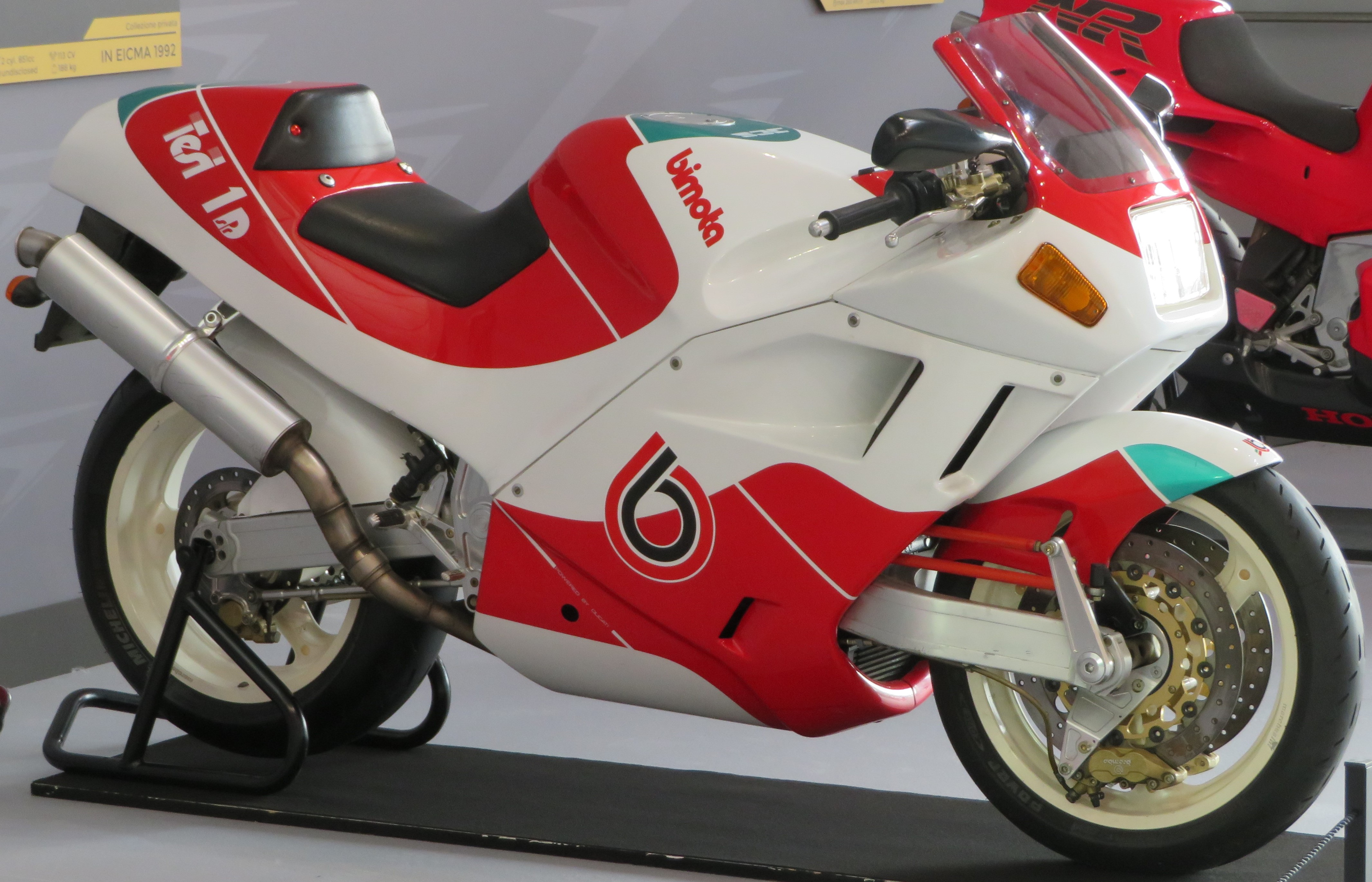
Bimota Tesi 1D SR (1992)

La Bimota nacque nel 1966 come azienda operante nel settore degli impianti di riscaldamento e condizionamento, ma negli anni successivi la forte passione motociclistica di Massimo Tamburini, che costruì nel 1971 la sua prima "special" sulla base di una MV Agusta 600 Turismo 4C 6 comprata di seconda mano, indirizzò la società verso la produzione di componenti destinate a dare un'impronta più sportiva alle caratteristiche di guida delle motociclette di serie e da corsa. La tappa successiva fu la produzione e la commercializzazione di modelli stradali a proprio nome, iniziata nel 1975 con la vendita di alcune repliche della "special" ideata da Tamburini su base Honda CB 750 Four nel 1973. Questo primo modello stradale Bimota è la HB1, prodotta in sole 10 unità. Più precisamente si trattava di un kit (dotato di regolare certificato di omologazione) costituito da telaio, forcella, forcellone e altre componenti da applicare sulla moto nipponica.

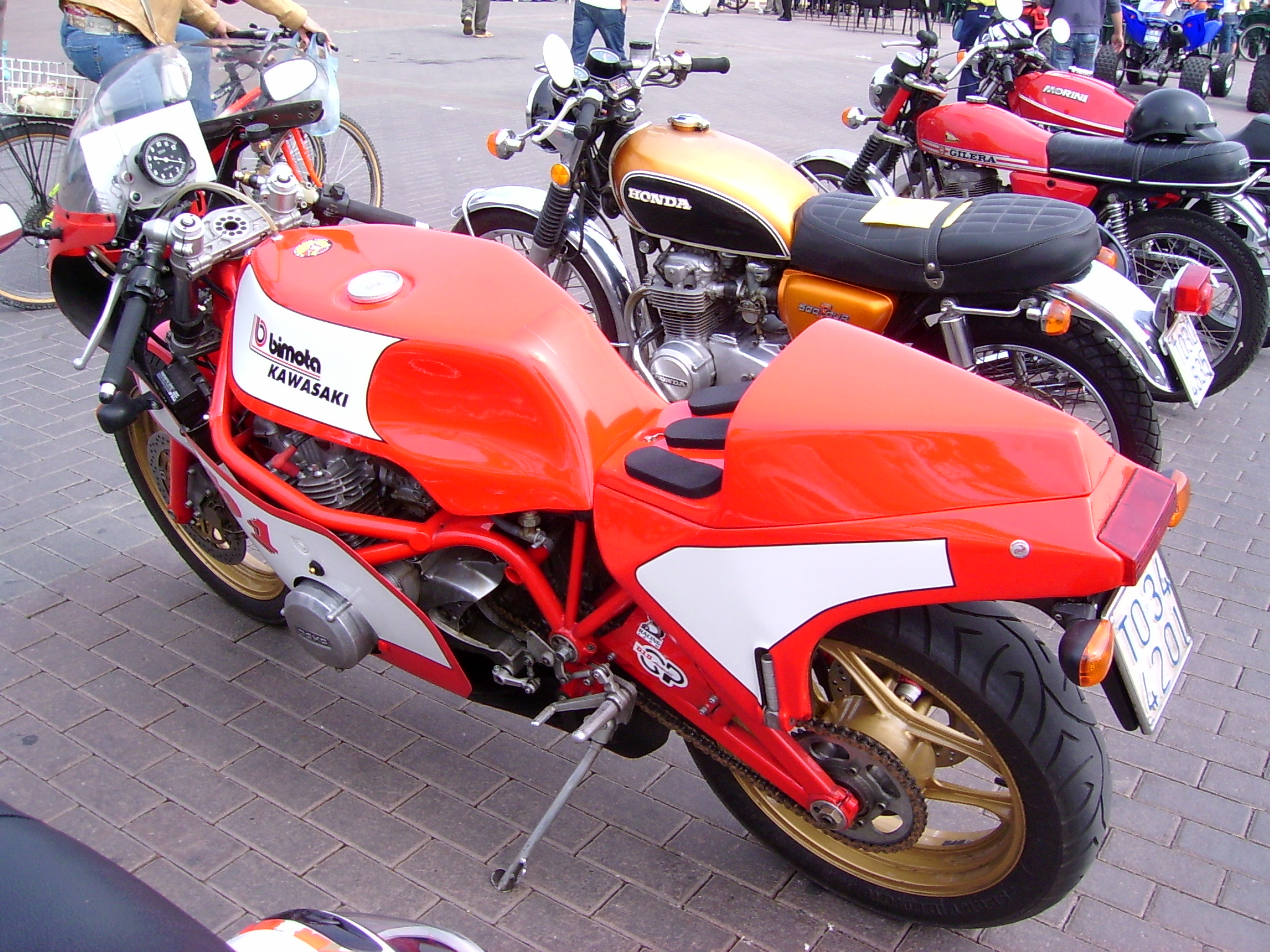
Bimota KB1

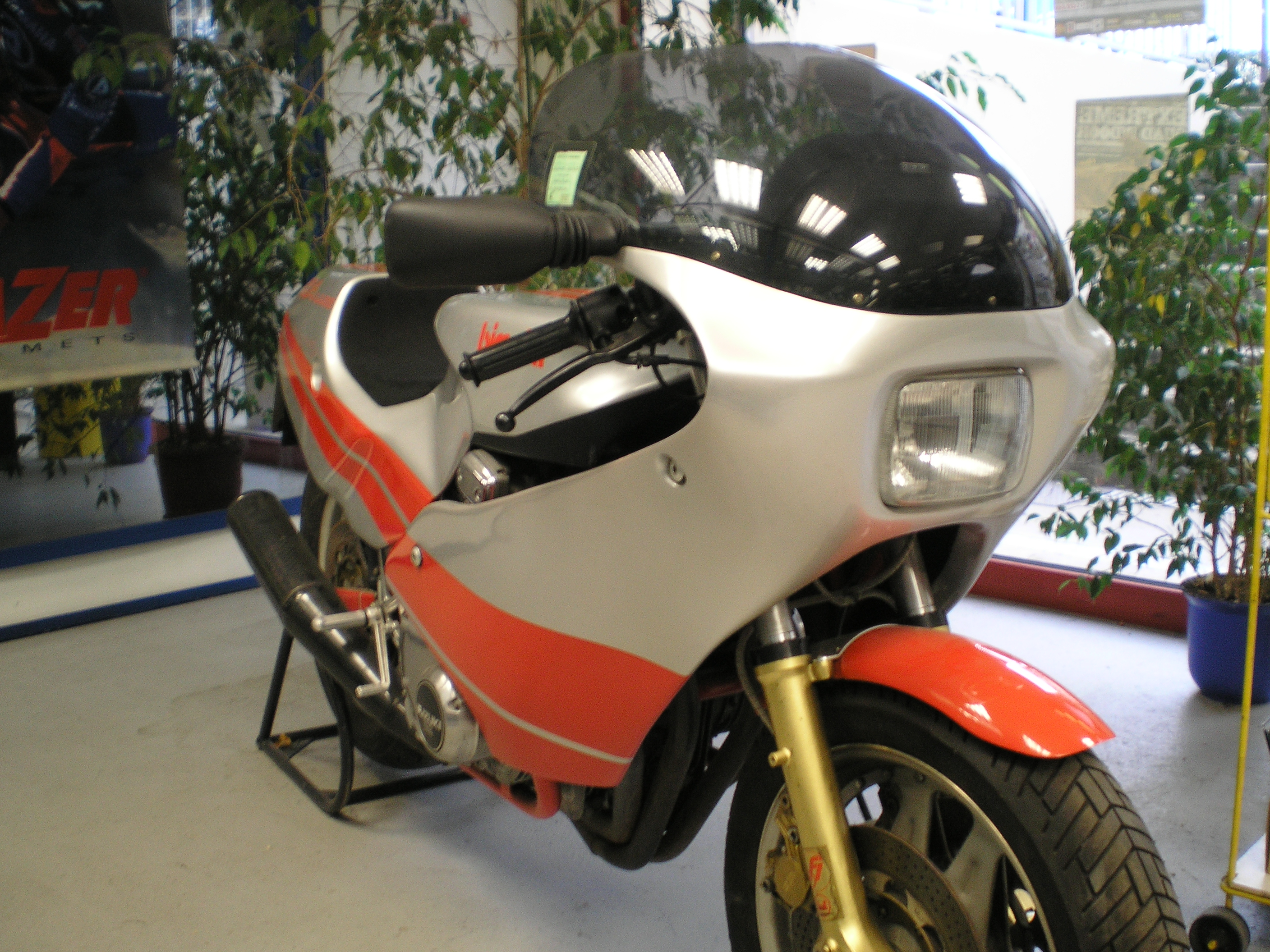
Bimota SB4

Nei primi anni di vita dell'azienda, le moto Bimota erano offerte sia come kit sia come motociclette già interamente assemblate. Soltanto all'inizio degli anni novanta verranno abbandonate le forniture in kit e la produzione si baserà esclusivamente su moto complete. Fino al 1984 i modelli Bimota monteranno propulsori Honda, Kawasaki e Suzuki (HB2, HB3, KB1, KB2, KB3, SB2, SB2 80, SB3, SB4). Nel 1985 giunge la DB1, primo abbinamento con propulsore Ducati. A partire dalla metà degli anni ottanta saranno abbandonate le motorizzazioni Honda e Kawasaki in favore di Ducati, Suzuki e Yamaha. Nascono le DB1 S, DB1 SR, SB5, YB4 EI (anche in variante SP), YB5, YB6 (anche nelle versioni Exup e Tuatara).
Bimota è sempre stata un'azienda di nicchia, poiché ha sempre puntato ad affiancare a motori di serie di affermati produttori europei e giapponesi, spesso sottoposti ad elaborazione, una parte ciclistica all'avanguardia con l'impiego di materiali particolarmente pregiati per le componenti. In funzione di questa ricercatezza tesa ad esaltare le qualità sportive, i modelli Bimota sono sempre stati prodotti in quantità limitate (in genere poche centinaia, ma a volte anche solo alcune decine) e con prezzi di listino sensibilmente più elevati della concorrenza.
La guida della casa riminese ha subito nel corso degli anni importanti avvicendamenti, a seguito di divergenze tra i proprietari sulle scelte aziendali: infatti Valerio Bianchi avrebbe poi lasciato l'azienda da lui stesso co-fondata ancor prima dell'inizio dell'attività motociclistica mentre, nel 1983, Federico Martini prese il posto di Massimo Tamburini, che se ne andò alla Ducati in seguito a contrasti con Morri. Nel luglio 1984 Bimota finì addirittura in amministrazione controllata in seguito all'inaspettato crollo delle vendite generato dalle aspettative dei clienti dopo la presentazione all'EICMA del 1983 del prototipo della rivoluzionaria Tesi: ai loro occhi sembrò che gli altri modelli già in produzione fossero tecnicamente obsoleti al confronto della futuristica Tesi, che però non era ancora pronta per il mercato, ma Martini progettò nel 1985 la DB1, costruita intorno al motore della Ducati 750 F1, le cui vendite risollevarono le sorti dell'azienda, che uscì dall'amministrazione controllata entro i 24 mesi concessi dalla legge. Lo stesso progettista introdusse il successivo utilizzo di telai in alluminio scatolato (sua anche la YB4 R vincitrice del Mondiale TT F1 con Virginio Ferrari) e l'iniezione elettronica sui motori 750 cm³, sia in gara sia nella produzione di serie. A Federico Martini successe Pierluigi Marconi sul finire degli anni ottanta. Nel 1993 Giuseppe Morri, ultimo rimasto tra i fondatori, lasciò l'azienda.
Il decennio conclusivo del secondo millennio vede nella sua prima parte l'utilizzo dei motori Ducati per DB2, DB2 SR, DB2 EF, DB3 Mantra (primo modello "naked" della casa riminese, dalla vocazione vagamente turistica). I quattro cilindri Yamaha danno origine a YB8 (pure nelle varianti Furano ed E), YB9 Bellaria, YB9 SR, YB Dieci (anche biposto). Nel 1994 ritorna l'abbinamento ai propulsori Suzuki con le SB6 e SB7. L'anno successivo si adopera per la prima volta un motore BMW e nasce la Supermono (in seguito disponibile anche in configurazione biposto). Poi giungeranno le SB6 R, YB9 SRi, YB11 (anche in edizione speciale), SB8 R (con telaio in alluminio e carbonio e di cui sarà realizzata anche la variante Special disponibile solo su specifico ordine) e DB4, quest'ultima dapprima con alimentazione a carburatori e poi ad iniezione elettronica.

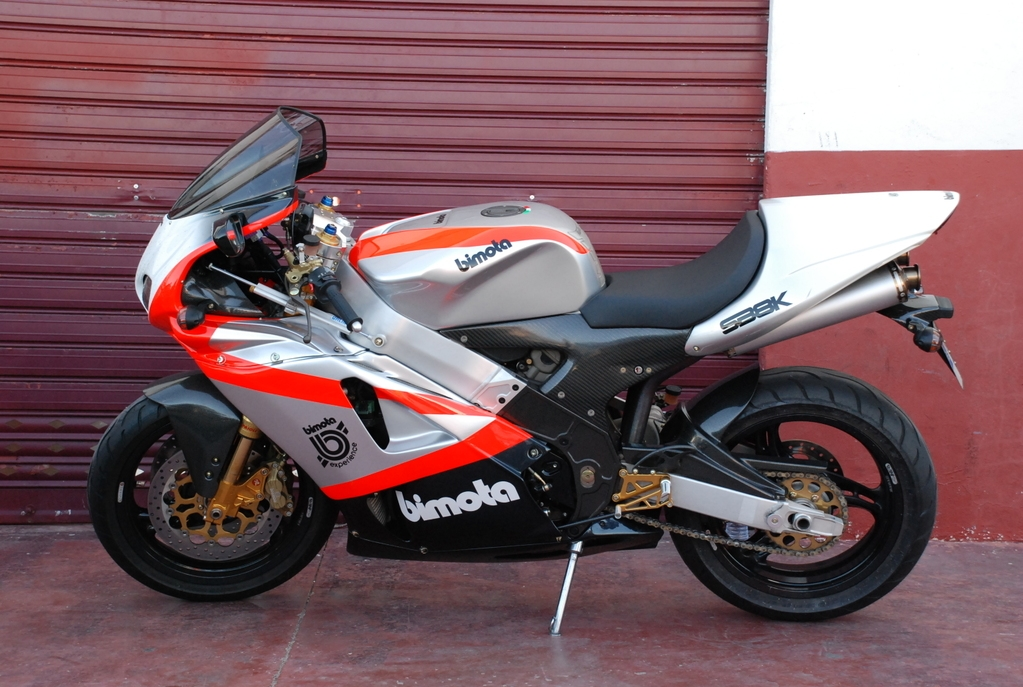
Bimota SB8K Gobert (2004)

Un discorso a parte merita il modello Tesi. Frutto di lunghe sperimentazioni, esso deve il suo nome alla tesi di laurea presentata dall'ingegner Pier Luigi Marconi (successivamente assunto in Bimota) che proponeva una motocicletta dalla sospensione anteriore anticonvenzionale: al posto della classica forcella telescopica era presente un forcellone a due bracci che prevedeva un azionamento indiretto dello sterzo. I vantaggi in termini di stabilità in frenata e bassa collocazione del baricentro erano lampanti. Parallelamente a una serie di prototipi da competizione culminati con la Tesi V-due del 1993 (il cui motore avrebbe poi spinto la 500 V-due con telaio convenzionale) il progetto viene industrializzato e la prima versione commercializzata della Tesi è la 1D del 1990 dotata di motore Ducati a quattro valvole per cilindro e cubatura di 851 cm³. Nel 1991 la cilindrata sarà elevata a 904 cm³ mentre l'anno successivo sarà presentata la Tesi 1D SR. Il 1993 è l'appuntamento per la Tesi con una veste completamente ridisegnata: è la Tesi 1D ES che concluderà la sua vita commerciale nella versione EF (Edizione Finale).

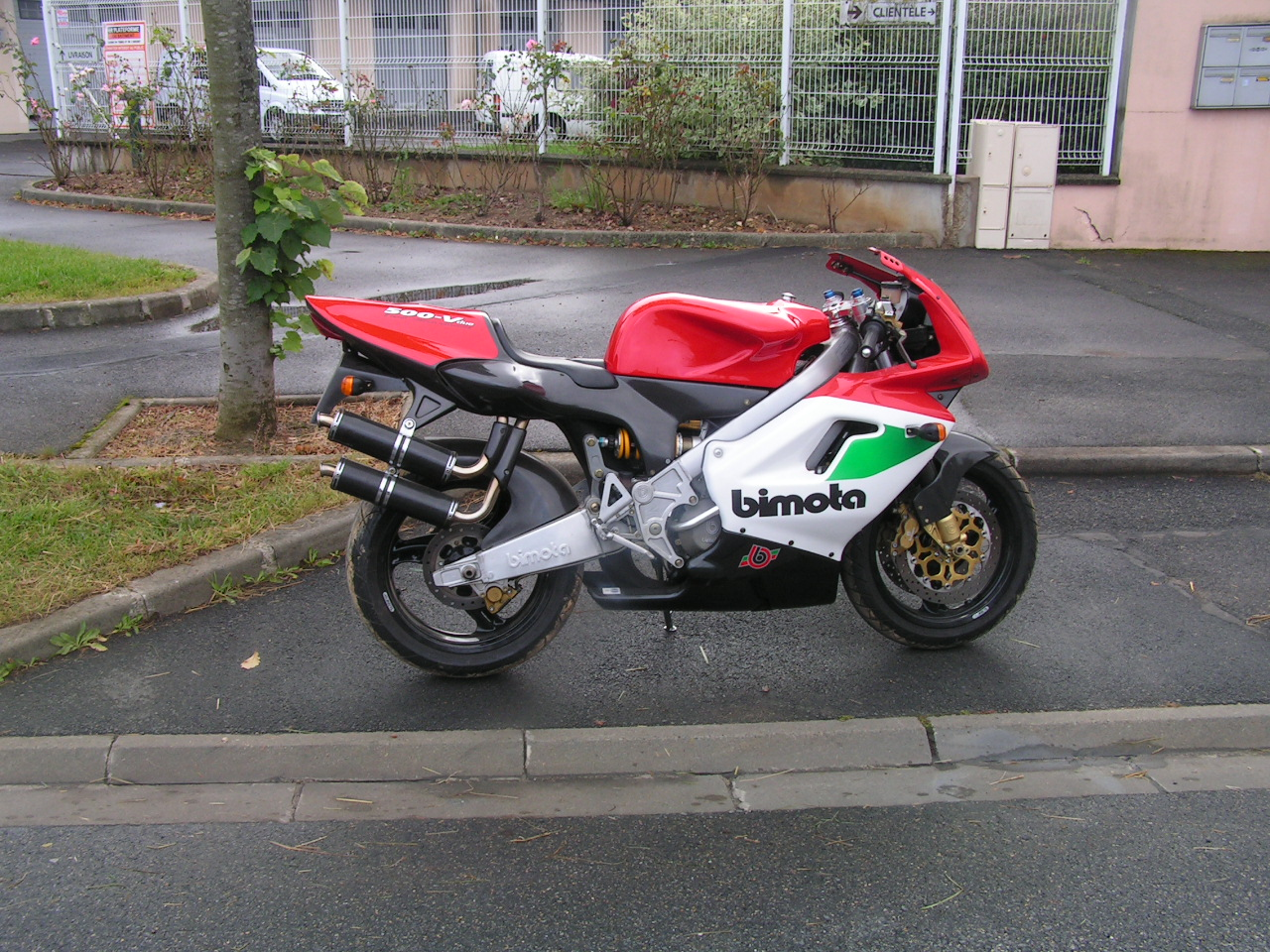
Bimota 500 V Due (1997)

Altra Bimota altamente innovativa e simbolicamente importante è la 500-V due; si tratta infatti dell'unica moto con motore progettato internamente al reparto di ricerca e sviluppo aziendale. Il propulsore era un bicilindrico a V di 90° a 2 tempi di 500 cm³ di cilindrata con alimentazione ad iniezione elettronica diretta nella camera di combustione (la prima per un motore a due tempi). La difficoltà di messa a punto dell'alimentazione ad iniezione convinse la Casa a riprogettare l'intero motore e a commercializzare successivamente una variante allestita a carburatori (500 V Due Evoluzione). Fu prodotta in 200 esemplari (150 la prima serie e 50 la Evoluzione).
Mentre ciò accadeva, durante la stagione del Mondiale Superbike 2000, uno dei principali sponsor di Bimota scomparve, dovendo alla società una grande quantità di denaro. La combinazione di questi eventi costrinse Bimota a dichiarare bancarotta e chiudere i battenti nel 2001. 
Questo fece si che tutte la 500V-Due non vendute vennero acquistate da una società di Meda.

### La rinascita dopo il fallimento
Nel 2003 il nuovo proprietario, il milanese Roberto Comini, riavvia l'attività effettuando investimenti. La prima moto del nuovo corso inizia con i pochissimi esemplari della SB8K disponibili in magazzino, allestita nelle versioni Gobert (celebrativa per la vittoria di Anthony Gobert in una manche del Mondiale Superbike in Australia) e l'altra dedicata alla pista di Santamonica. Le differenze riguardavano principalmente la dotazione dei cerchi e l'avantreno; Dopo la SB8K e la SB8K Santamonica che differivano per la dotazione dei cerchi e della forcella, viene presentata la DB5 con motore Ducati. La sportiva, disegnata da Sergio Robbiano, sarà insignita nel 2004 del “Motorcycle Design Award”, premio rilasciato dalla “Motorcycle Design Association”.. Fra i vezzi stilistici della DB5 vanno considerati il forcellone con struttura a traliccio e la carenatura che, pur essendo integrale, lascia in vista il propulsore bicilindrico. Venne prodotta in due serie: una motorizzata con il motore Ducati 1000 e l'altra con il 1100. Inoltre furono prodotte nove versioni: DB5 Monoposto (140 esemplari), DB5 C (65 esemplari), DB5 R (12 esemplari), DB5 S Biposto (17 esemplari), DB5 C (12 esemplari), DB5 R (45 esemplari), DB5 Borsalino (1 esemplare), DB5 S Biposto (46 esemplari) e DB5 EVO (10 esemplari). Nello stesso anno viene presentata, con motore Ducati 1000, la Tesi 2D in appena 25 esemplari, un'elaborazione della Tesi 1D che però non viene sviluppata da Bimota ma dalla Vyrus (Azienda motociclistica artigianale di Coriano). 
Nel 2005 il Salone di Milano è la vetrina per la presentazione della naked DB6 Delirio, ricavata sulla base della DB5 e anch'essa opera di Robbiano che viene prodotta in due serie, una con motore 1000 e una con motore 1100 derivato dalla Ducati. Come la DB5, viene declinata in diverse versioni tra cui DB6 Borsalino, DB6 EVO, DB6 R e DB6 5 EVO. Nel 2007 viene presentata la Tesi 3D, terza generazione della Tesi nata dal tecnico Acquaviva ed elaborata partendo dal progetto Tesi 1D di Marconi. Le principali novità riguardavano il forcellone anteriore e quello posteriore che erano a traliccio di tubi di acciaio. Fu costruita in due versioni: La Tesi 3D in 123 esemplari e la Tesi 3D Evo in 32 esemplari. Furono poi allestiti ulteriori 39 esemplari in serie limitata con targhetta oro e verniciatura speciale. Nel 2008, al Salone di Milano, Bimota presenta la DB7, disegnata da Enrico Borghesan, moto che presenta diverse innovazioni tecniche come il sistema della sospensione posteriore infulcrato sul motore (soluzione impiegata in MotoGP) e il telaietto posteriore interamente in fibra di carbonio autoportante, come il telaietto anteriore. Il telaio è una struttura mista: traliccio in tubi a sezione ovale e piastre in alluminio ricavate dal pieno. La DB7 vanta una dotazione ciclistica di prim'ordine, mentre la motorizzazione è affidata all'unità Ducati da 1099 cm³ che equipaggia la 1098. Fu prodotta in due versioni: una base realizzata in 271 esemplari e l'altra definita "Oronero" con carrozzeria in carbonio in soli 25 esemplari. Nel 2010 viene prodotta la DB8, sulla base della DB7 con cui condivideva la ciclistica ma differiva per il motore (1198 da ben 170 cv) e offerta anche in versione biposto. Fu costruita in diverse versioni: la base in 33 esemplari, una chiamata Oronero con carrozzeria in carbonio in 10 esemplari e una versione SP in 70 esemplari.

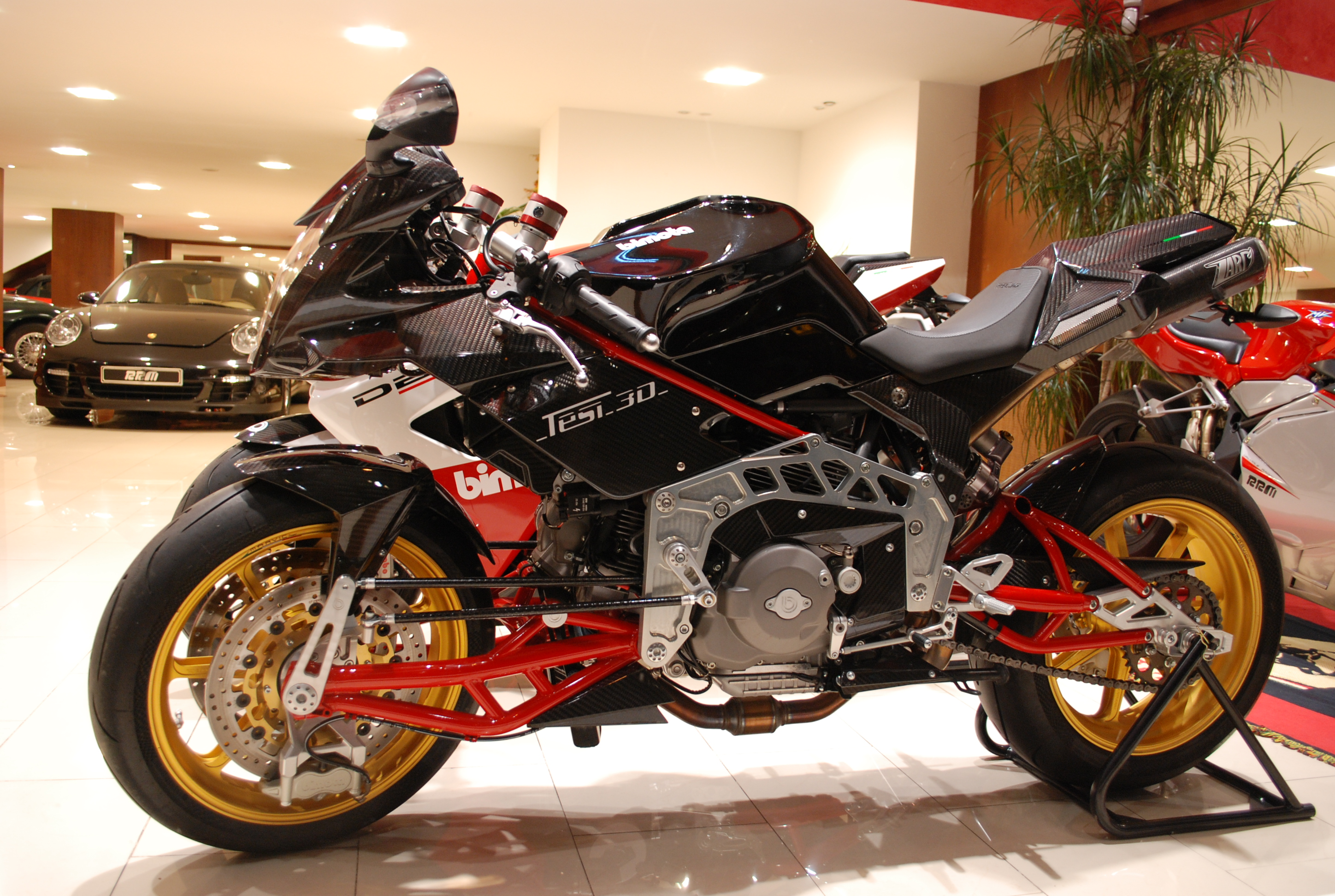
Bimota Tesi 3D (2012)

Sempre nel 2010 viene presentato il modello HB4, con motore Honda, per il Campionato Moto2 per le stagioni 2010 e 2011 con il pilota Willairot. Il miglior risultato sarà un quarto posto.

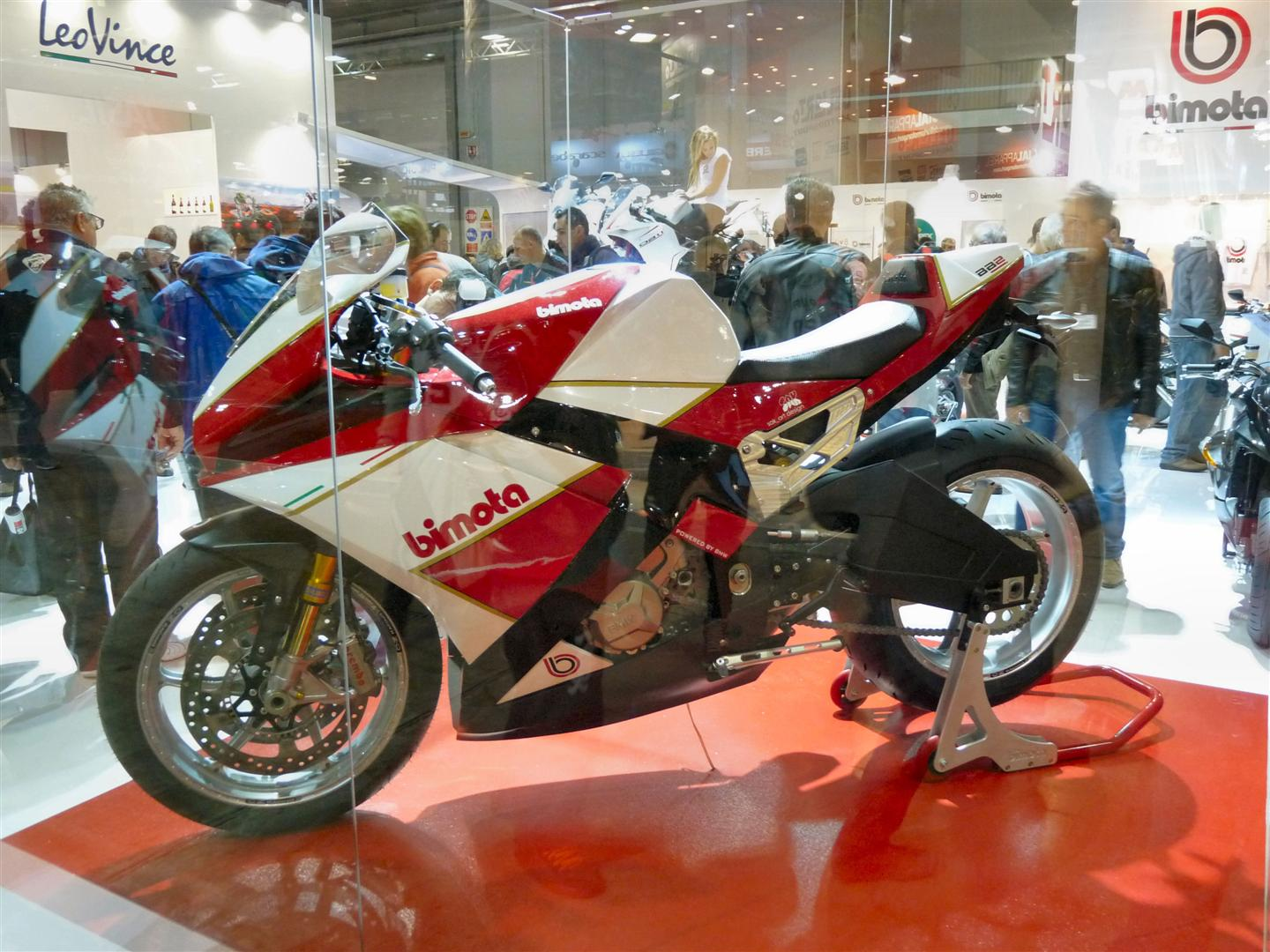
Bimota BB2 (2012)

Al salone di Eicma 2011 vengono presentate la Bimota DB9 Brivido e la DB9 S Brivido una nuda con sospensioni Marzocchi a steli rovesciati da 43 mm e freni Brembo: doppio disco da 320 mm all’ anteriore e disco da 220 mm con pinza a due pistoncini al posteriore. Il motore è un bicilindrico a L, 4 tempi desmodromico da 1198 cc che eroga una potenza massima di 162 cavalli a quota 9500 giri di cui saranno realizzati 47 esemplari, di cui 11 della Brivido S; e la motard DB10 B.MOTARD, la prima motard della storia Bimota con motore Ducati da 1078 cc e 95 cv. Fu realizzata in 33 esemplari.

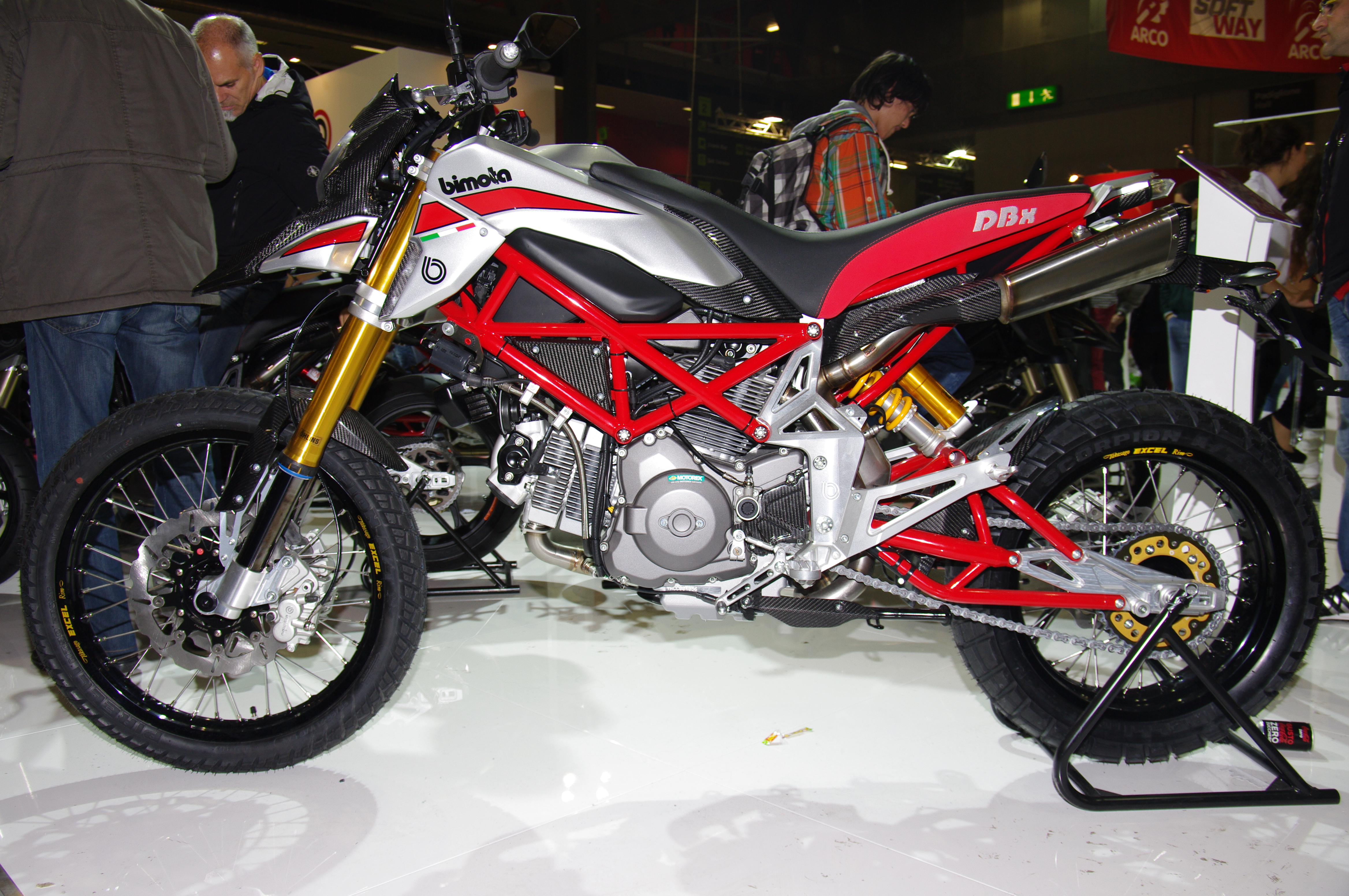
Bimota DBX (2012)

Nel 2012, al salone di Milano, vengono presentati diversi modelli tra cui la DB11 (prodotta poi in 8 esemplari) col motore della Ducati Diavel; la DB11 VLX con compressore volumetrico che portava la potenza a ben 191 CV a 9750 giri. (Fu la prima moto al mondo ad adottare questa caratteristica) ma che non vedrà mai la produzione; la DBX, su base DB10 e prima fuoristrada della storia di Bimota, con motore Ducati da 1078 cc e prodotta in soli 23 esemplari, tutti venduti e finiti quasi totalmente all’estero (di cui tre esemplari sono finiti negli USA, e uno è attualmente esposto nel Bimota Spirit Museum di Raleigh, in Carolina del Nord); la singolare versione Tesi 3D Naked, che si differenzia dalla Tesi per l'adozione di un manubrio tubolare rialzato e per la sella biposto; la DB12 B. TOURIST (la prima Bimota turistica) spinta dal noto bicilindrico desmodromico Ducati da 1198 cc che però non fu mai prodotta. Venne presentata anche la BB2, con motore BMW 4 cilindri e con una potenza di 193 cv che non entrò mai in produzione e due anni più tardi venne presentata la BB3, l'ultima Bimota con motore BMW, che corse nel campionato Mondiale Superbike con i piloti Badovini e Iddon e il Tourist Trophy (Fu commercializzata anche la versione BB3 TTROFEO con grafiche celebrative). Fu prodotta in 26 esemplari.

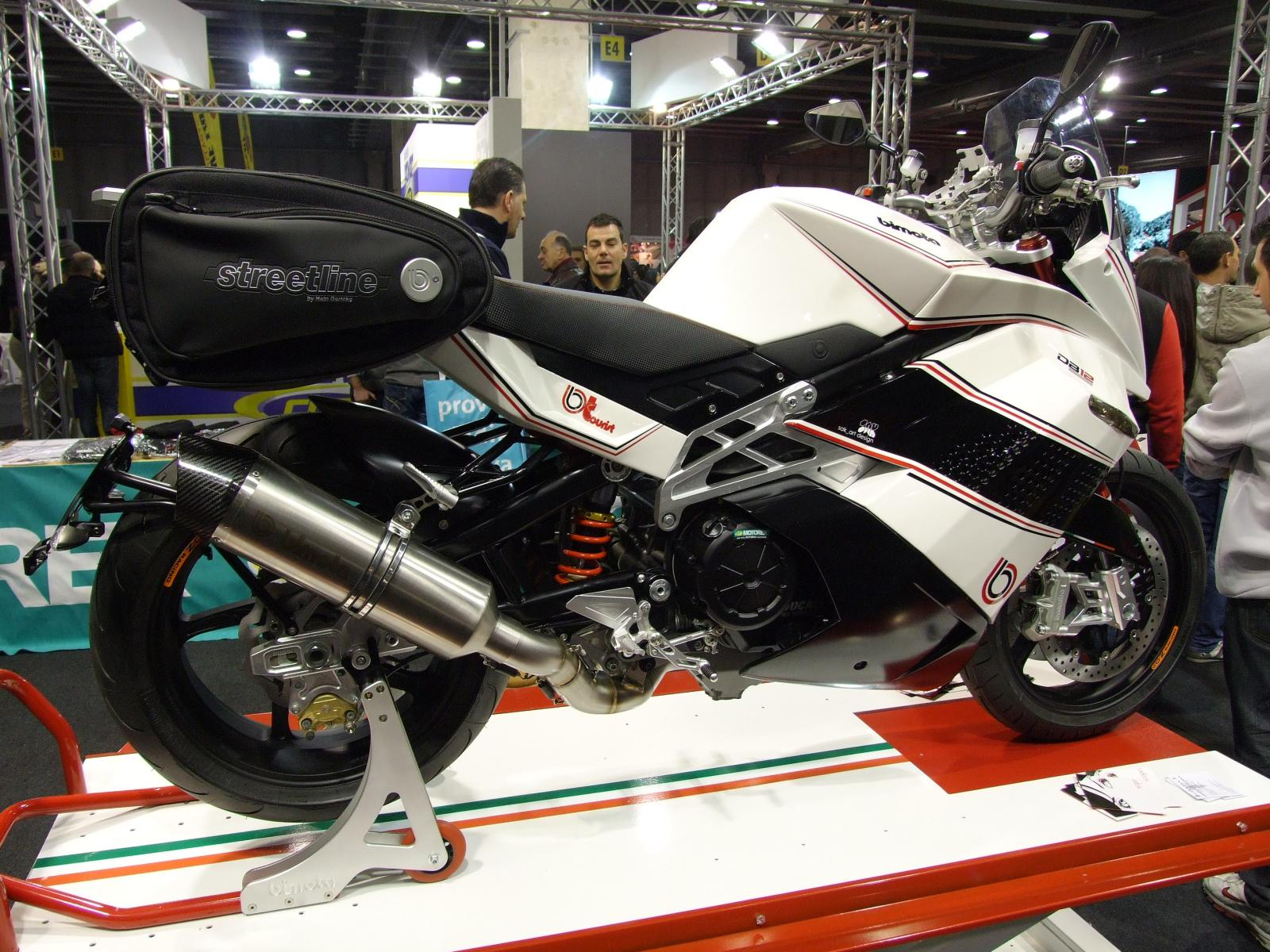
Bimota DB12 B.Tourist (2012)

Il 30 agosto 2013 Bimota S.p.A. è stata ceduta agli imprenditori svizzeri Marco Chiancianesi e Daniele Longoni e la sede legale è stata spostata a Lugano, lasciando a Rimini la sede amministrativa e quella produttiva.

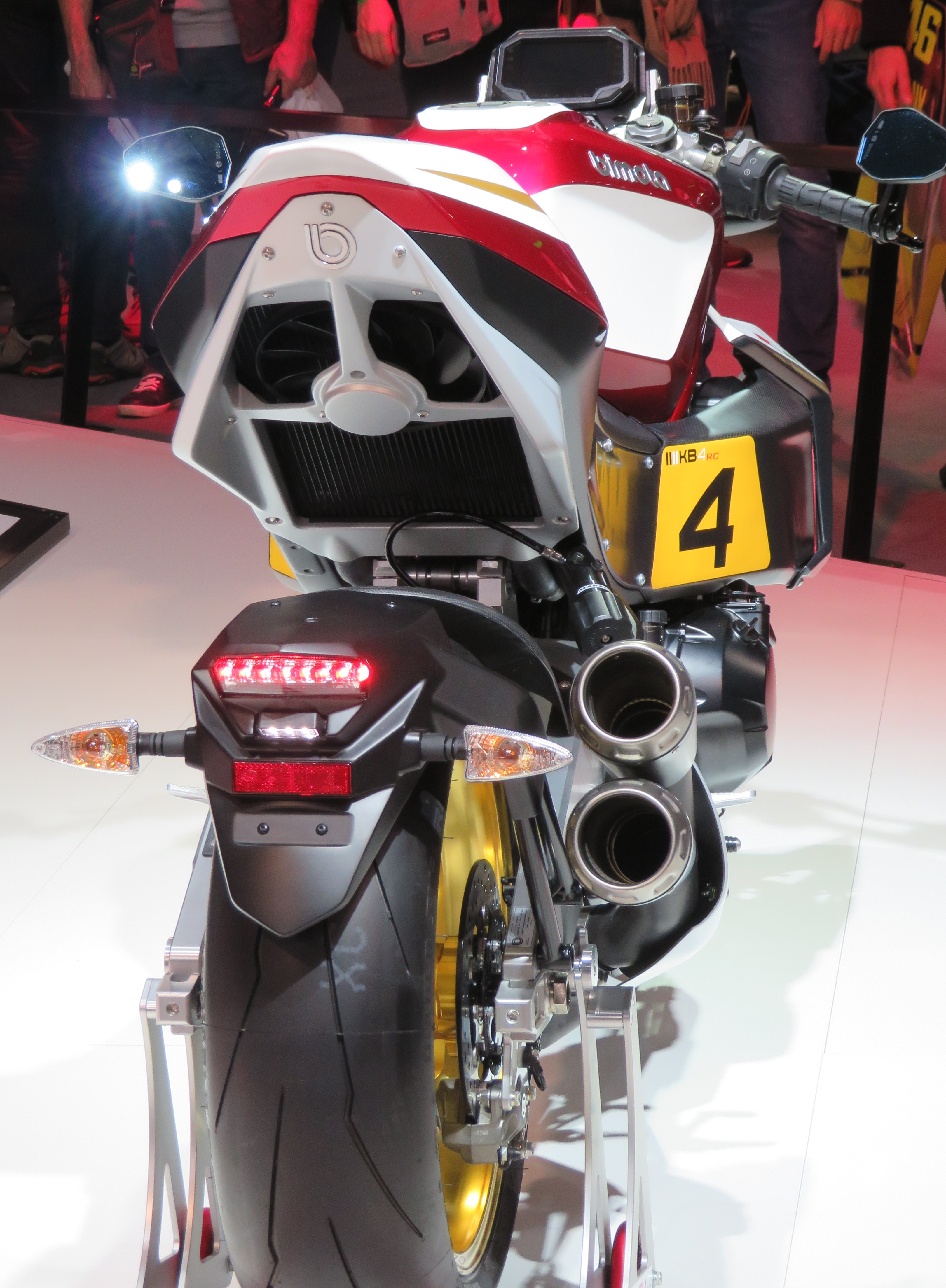
Parte posteriore Bimota KB4 RC (da notare la ventola di raffreddamento sotto alla sella)

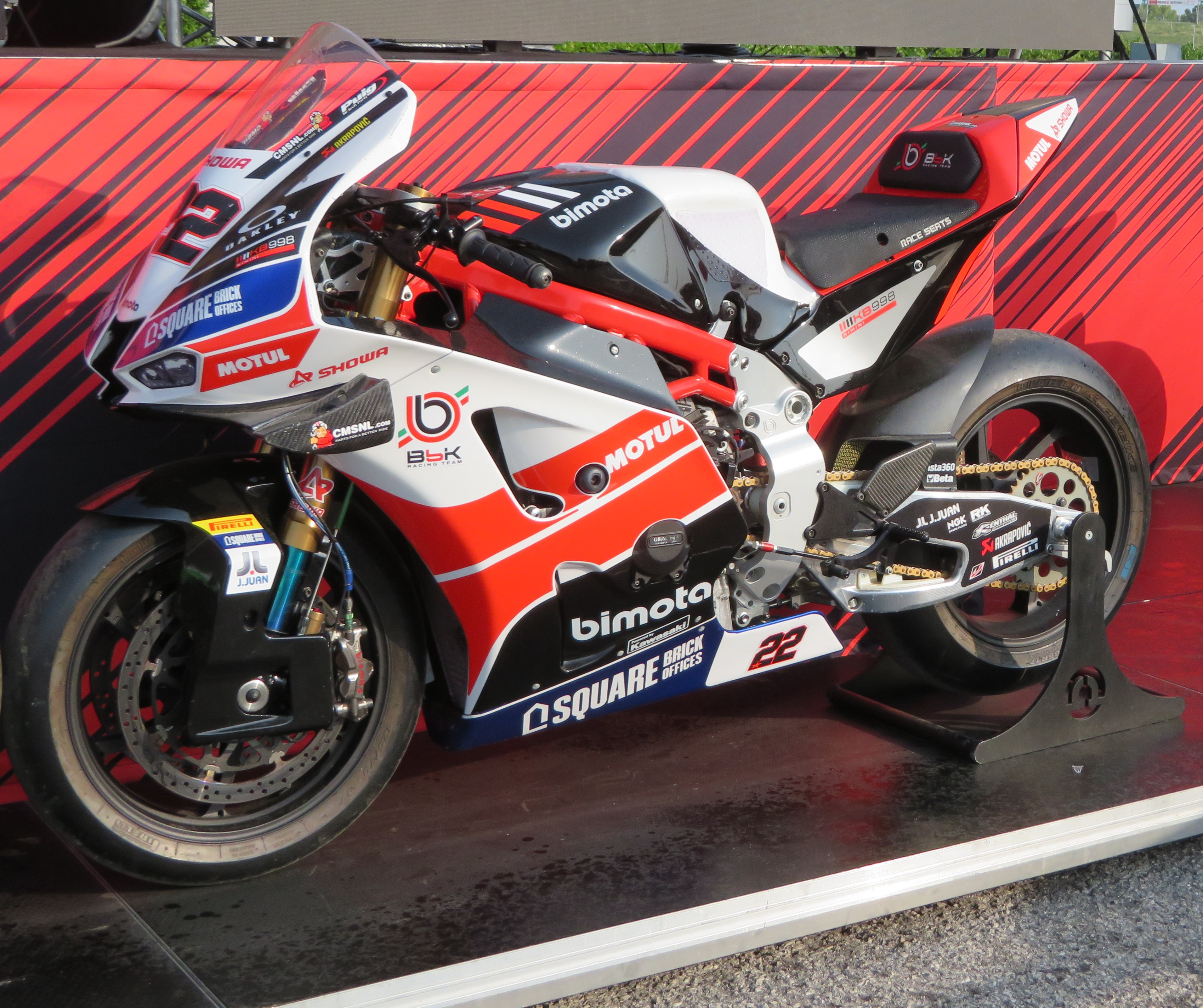
Bimota KB998 Rimini SBK (2025) da cui ne deriva la versione stradale

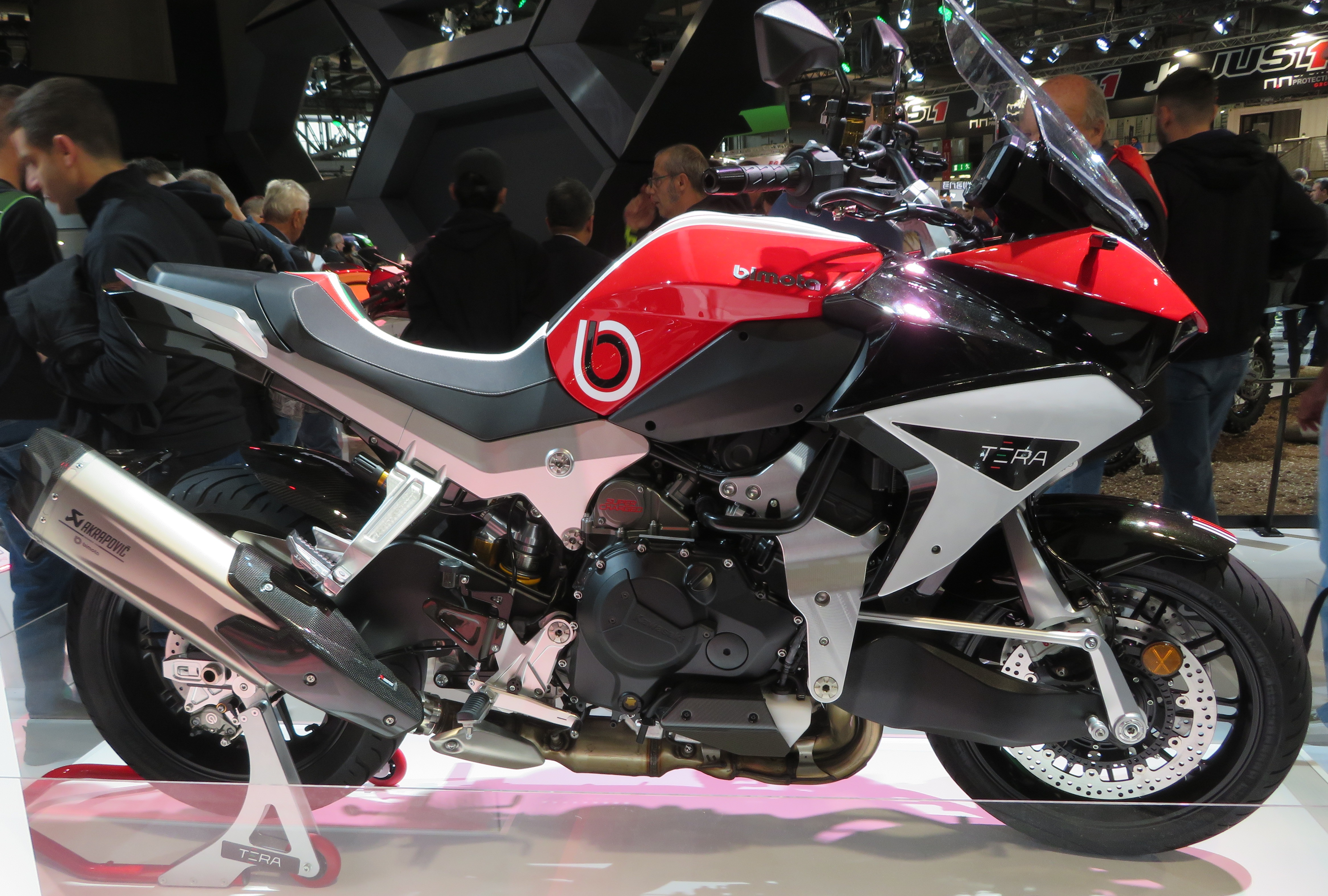
Bimota Tera (2024)

Al salone di Milano del 2014 vengono presentate la Bimota Tesi 3D Race Cafè, ispirata alle moto cafe-racer ma reinterpretato in chiave post-moderna col faro anteriore tondo con LED, col serbatoio rastremato e la sella monoposto corta, che lascia in bella vista la ruota posteriore dove sono sistemate anche luci e targa. Il motore è il bicilindrico Ducati Desmodue raffreddato ad aria; e la Impeto 1198: Una hyper naked contraddistinta da un look spigoloso e tecnologico. Il telaio in tubi quadri di carbonio e piastre d'alluminio abbraccia il Testastretta 11° a doppia accensione che equipaggia la Ducati Diavel. Entrambe le moto rimasero solo prototipi.

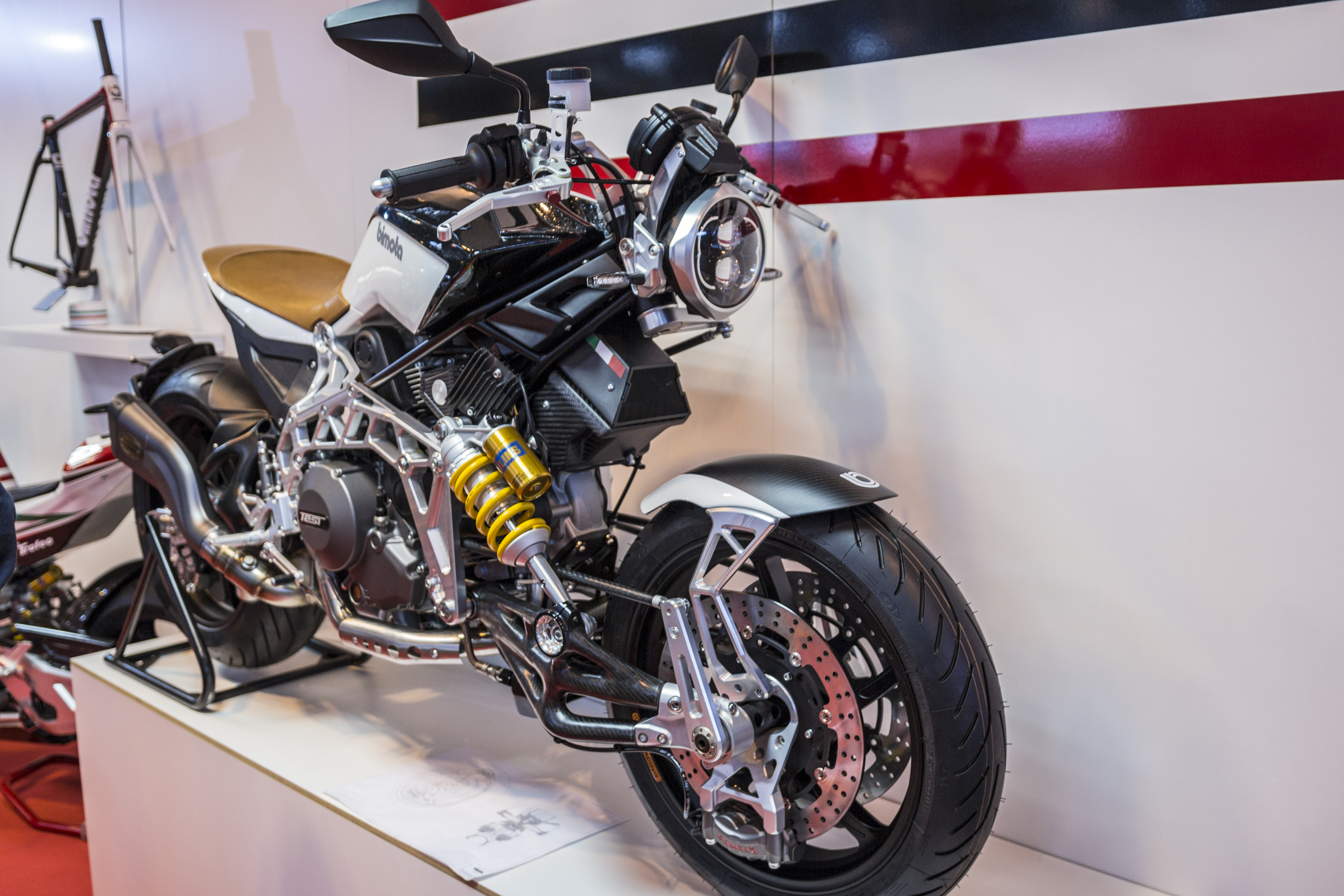
Bimota Tesi 3D Race Cafè (2015)

Nel gennaio 2015, la Casa romagnola, gestita da Chiancianesi e Longoni, dopo aver ricevuto una proposta per un progetto molto ambizioso di riqualificazione del magazzino storico di Rimini da Paolo Girotti, stipula un contratto di vendita formalizzando la nascita del marchio ufficiale Bimota Classic Parts.

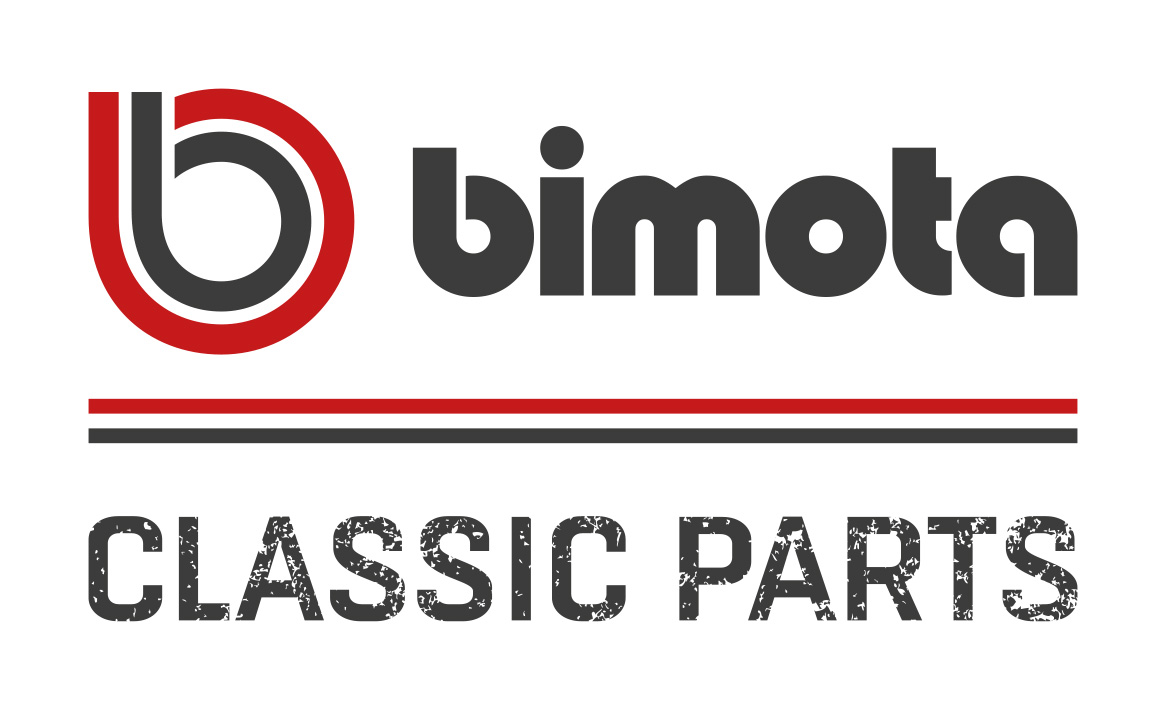
Logo Bimota Classic Parts

Con questo nuovo progetto, viene concesso l'utilizzo in esclusiva di tutti i progetti e di tutto il materiale storico per riprodurre e commercializzare pezzi e componenti di tutti i modelli Bimota prodotti dal 1971 fino al 2002. Lo scopo principale del progetto è quello di preservare e garantire il futuro delle moto storiche mantenendo viva la storia del Marchio negli appassionati. 

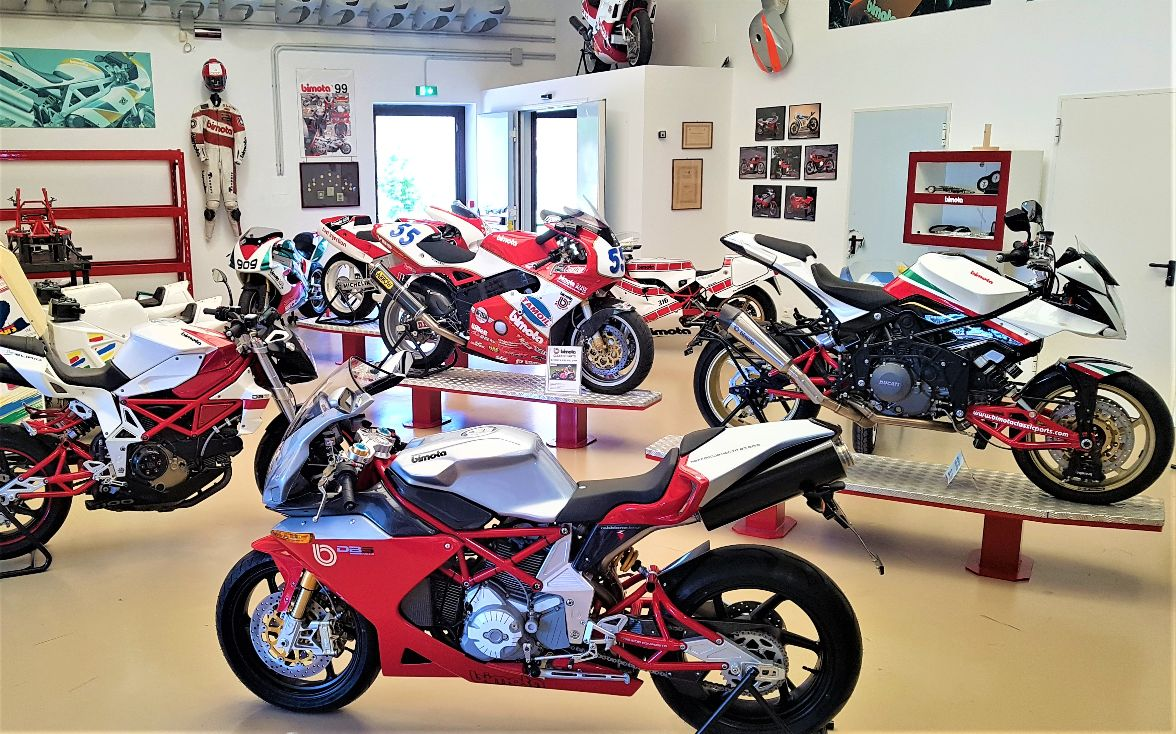
Una Bimota DB5 mille (2005) in primo piano e una Bimota Tesi 3D Naked (2010) sulla destra, al "Bimota Classic Parts"

Il Bimota Classic Parts inizialmente si insedia in Umbria a Città della Pieve come distaccamento ufficiale della casa madre, e in pochi mesi diventa il punto di riferimento nel mondo per tutte le Bimota storiche. Nel 2019 il progetto ha il suo slancio massimo: viene aperta una nuova sede di 1500 m² in Toscana, a Chiusi (in provincia di Siena), con 650 m² dedicati al magazzino storico che diventa visitabile insieme a una collezione di cimeli e di moto Bimota. 
Nel Settembre del 2019 voci credibili parlano di una acquisizione della Bimota da parte di Kawasaki Heavy Industries, la conferma arriva ad EICMA 2019, quando nello stand Kawasaki viene presentata la Bimota Tesi H2, con motore sovralimentato della Kawasaki H2, su cui è stato costruito un telaio con forcellone oscillante anteriore, tipo "Tesi". Viene anche chiarito che le quote societarie sono ripartite al 49,9% per Kawasaki ed al 50,1% per Chiancianesi e Longoni, che restano gli azionisti di maggioranza dell'azienda.

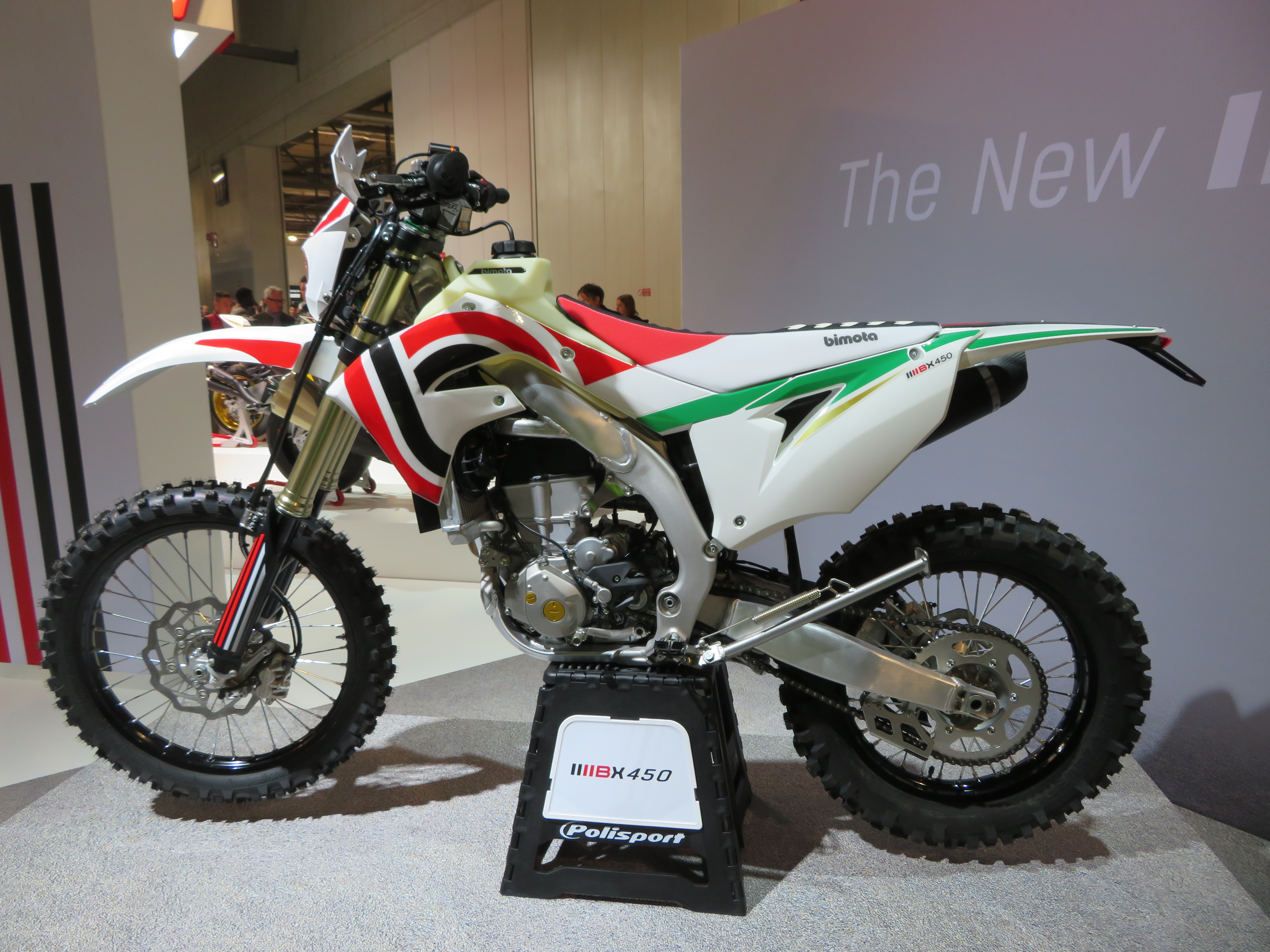
Bimota BX 450 (2023)

Nel 2020 inizia la produzione della Tesi H2, una supersportiva caratterizzata dal forcellone anteriore in pieno stile "Tesi". Monta un motore Kawasaki, 4 tempi, 4 cilindri, da 998 cc che sprigiona una potenza di ben 231 cv a 11.500 giri.
A febbraio 2021 vengono presentate la Tesi H2 Carbon e la Tesi H2 Tricolore entrambe in edizione limitata di 250 esemplari in vendita solo in Europa.

Al salone di Milano del 2021, vengono presentati due nuovi modelli: la KB4 e la KB4 RC (Race Cafè) che montano entrambi il motore Kawasaki quattro cilindri in linea da 1.043 cc da 142 cavalli a 10.000 giri al minuto, raffreddato attraverso un radiatore monoblocco ad alta pressione posizionato tra la sella e la ruota posteriore.

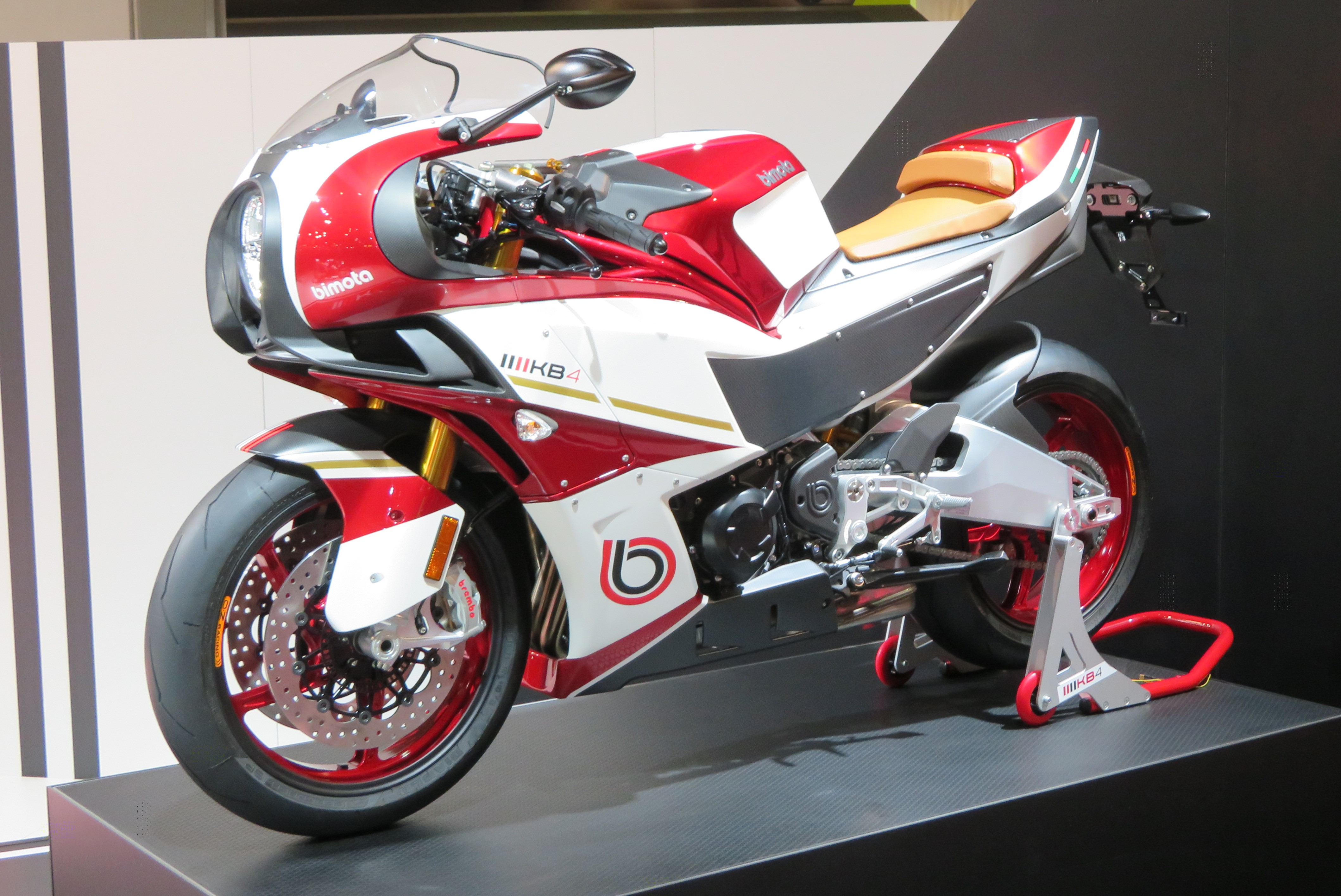
Bimota KB4 (2022)

Al salone di Milano 2022 viene aggiornata la KB4 RC e dotata di una nuova colorazione e viene presentato il nuovo modello enduro BX450, sulla base della Kawasaki KX450, con motore Kawasaki monocilindrico da 449 cc raffreddato a liquido con iniezione elettronica. Verrà prodotta in serie limitata. 
Al salone di Milano del 2023 viene presentata la prima crossover Bimota: la Tera (acronimo di TEsi Regolazione Altezza) su base Tesi H2. Tra le caratteristiche, il caratteristico forcellone derivato dalla Tesi, la possibilità di regolare l’altezza del baricentro fino a 30 mm, cruise control, frizione assistita e antisaltellamento, schermo LCD TFT a colori, illuminazione a LED e prese USB e 12V. Monta un motore Kawasaki 4 cilindri, sovralimentato di 998 cc con una potenza massima di 200 cavalli. Inoltre è la prima Bimota dotata di borse.
Al salone di Milano del 2024 viene presentata la KB998 Rimini, supersportiva carenata che prenderà parte al mondiale Superbike. Tra le caratteristiche tecniche: piastre in lega di alluminio ricavate dal pieno, motore Kawasaki di 998 cm³ 4 tempi, 4 cilindri, DOHC e con una potenza massima di 200 cavalli.

## La produzione

### Il nome dei modelli
Ad eccezione di pochi casi, la denominazione dei modelli Bimota ha sempre seguito lo schema costituito da due lettere ed un numero:
| Posizione | Descrizione |
| --------- | --- |
| 1º        | La prima lettera è l'iniziale del produttore del motore: H per Honda, K per Kawasaki, S per Suzuki, Y per Yamaha, D per Ducati, B per BMW, G per Gilera, (unicamente per moto da corsa).                                                             |
| 2º        | La seconda lettera è la B di Bimota. |
| 3º        | Al terzo posto si trova il numero in progressione di modello con motore fornito dal medesimo costruttore: ad esempio SB3 indica la terza Bimota equipaggiata con propulsore Suzuki; YB11 sarà invece l'undicesima Bimota dotata di motore Yamaha. L' |

Casi particolari:
| Descrizione |
| --- |
| Per i modelli da corsa equipaggiati di motore Harley Davidson, la B di Bimota è stata preceduta dalla sigla HD.                                                          |
| Alcuni modelli hanno avuto un nome esteso nella denominazione, come ad esempio la YB6 Tuatara, la YB8 Furano, la YB9 Bellaria, la YB10 Dieci e la DB3 Mantra.            |
| Le uniche Bimota con denominazione svincolata dall'abbinamento fra lettere e fornitori del propulsore, sono state la "500-V due", la Drako, la Tesi, la Impeto e la Tera |
| Un'altra eccezione è la KB998 Rimini, il primo caso in cui la progressione del numero non segue quello dei precedenti modelli.                                           |

### Gamma 2025
- Tesi H2 Tera
- Tesi H2
- Tesi H2 Carbon
- KB4
- KB4 RC
- KB998 Rimini
- BX450

### Gamma del passato
| Motore          | Modello                      | Motore di provenienza                           | N° di esemplari prodotti · | Anni di produzione |
| --------------- | ---------------------------- | ----------------------------------------------- | -------------------------- | ------------------ |
| Aermacchi       | MB1 250 GP                   | Aermacchi 2 cilindri 2 tempi                    | 2 (solo telaio)            | 1976               |
| Bimota          | Tesi 500                     | Bimota bicilindrico "V" 90° a due tempi 500 cm3 | 1                          | 1992               |
| Bimota          | V-Due                        | Bimota bicilindrico "V" 90° a due tempi 500 cm3 | 150                        | dal 1997 al 1999   |
| Bimota          | V-Due Corsa                  | Bimota bicilindrico "V" 90° a due tempi 500 cm3 | 26                         | dal 1999 al 2001   |
| Bimota          | V-Due Corsa Evoluzione       | Bimota bicilindrico "V" 90° a due tempi 500 cm3 | 120                        | dal 2001 al 2003   |
| Bimota          | V-Due Evoluzione             | Bimota bicilindrico "V" 90° a due tempi 500 cm3 | 14                         | 2003               |
| Bimota          | V-Due Racing Edizione Finale | Bimota bicilindrico "V" 90° a due tempi 500 cm3 | 30                         | 2005               |
| BMW             | BB1 Supermono                | Rotax della BMW F650                            | 376                        | dal 1995 al 1997   |
| BMW             | BB1 Supermono Biposto        | Rotax della BMW F650                            | 148                        | dal 1996 e 1997    |
| BMW             | BB2                          | S1000RR                                         | 1                          | 2012               |
| BMW             | BB3                          | S1000RR                                         | 26                         | dal 2013 al 2015   |
| Ducati          | 666 LE                       | Monster 1000                                    | 1                          | 2003               |
| Ducati          | DB1                          | 750 Paso                                        | 453                        | dal 1985 e 1986    |
| Ducati          | DB1 S                        | 750 Paso                                        | 63                         | dal 1986 e 1987    |
| Ducati          | DB1 SR                       | 750 Paso                                        | 153                        | dal 1987 al 1989   |
| Ducati          | DB1 J                        | 400 SS                                          | 52                         | dal 1986 e 1987    |
| Ducati          | DB2                          | 900 SS                                          | 408                        | dal 1993 al 1995   |
| Ducati          | DB2 J                        | 400 SS                                          | 106                        | dal 1994 e 1995    |
| Ducati          | DB2 SR                       | 900 SS                                          | 157                        | dal 1994 al 1996   |
| Ducati          | DB2 EF                       | 900 SS                                          | 100                        | dal 1997 al 1998   |
| Ducati          | DB3 Mantra                   | 900 SS                                          | 454                        | dal 1995 al 1998   |
| Ducati          | DB4                          | 900 SS                                          | 264                        | dal 1999 al 2000   |
| Ducati          | DB4 i.e.                     | 900 SS                                          | 130                        | dal 2000 al 2001   |
| Ducati          | DB5 Mille                    | 1000 Monster                                    | 140                        | 2005               |
| Ducati          | DB5 Borsalino                | 1000 Monster                                    | 1                          | 2007               |
| Ducati          | DB5 S                        | 1100 Multistrada                                | 17                         | dal 2006 al 2011   |
| Ducati          | DB5 E Desiderio              | Hypermotard 1100Evo                             | 10                         | 2011               |
| Ducati          | DB5 R                        | 1000 Monster e 1100 Multistrada                 | 12                         | dal 2006 al 2011   |
| Ducati          | DB5 RE                       | Hypermotard 1100Evo                             | 45                         | 2011               |
| Ducati          | DB6 Delirio                  | 1000 Monster o 1100 Multistrada                 | 437                        | dal 2005 al 2011   |
| Ducati          | DB6 Delirio Azzuro           | 1000 Monster                                    | 23                         | 2006               |
| Ducati          | DB6E                         | Hypermotard 1100Evo                             | 20                         | 2011               |
| Ducati          | DB6 R                        | 1100 Multistrada                                | 80                         | dal 2007 al 2011   |
| Ducati          | DB6RE                        | Hypermotard 1100Evo                             | 29                         | 2011               |
| Ducati          | DB6 Borsalino                | 1100 Multistrada                                | 1                          | 2007               |
| Ducati          | DB6 Superlight               | 1100 Hypermotard                                | 1                          | 2010               |
| Ducati          | DB7                          | 1098                                            | 271                        | dal 2007 al 2011   |
| Ducati          | DB7 Oronero                  | 1098                                            | 25                         | 2008               |
| Ducati          | DB7 Nerocarbonio             | 1098                                            | 50                         | 2009               |
| Ducati          | DB8                          | 1198                                            | 33                         | 2010               |
| Ducati          | DB8 SP                       | 1198                                            | 70                         | dal 2011 al 2015   |
| Ducati          | DB8 Oronero                  | 1198                                            | 10                         | 2013               |
| Ducati          | DB9 Brivido                  | 1198                                            | 47                         | 2011               |
| Ducati          | DB10 B.Motard                | Hypermotard 1100Evo                             | 33                         | 2011               |
| Ducati          | DB10R B.Motard               | Hypermotard 1100Evo                             | 5                          | dal 2012 al 2015   |
| Ducati          | DB11                         | 1198                                            | 8                          | 2012               |
| Ducati          | DB11 VLX                     | 1198                                            | 1                          | 2012               |
| Ducati          | DB12 B.Tourist               | 1198                                            | 1                          | 2012               |
| Ducati          | DBx                          | Hypermotard 1100Evo                             | 16                         | 2012               |
| Ducati          | Drako                        | Monster 900 SS                                  | 1                          | 2003               |
| Ducati          | Impeto                       | Diavel                                          | 1                          | 2015               |
| Ducati          | Tesi 1/D 851                 | 851                                             | 127                        | dal 1990 al 1991   |
| Ducati          | Tesi 1/D J                   | 400 SS                                          | 51                         | dal 1992 al 1993   |
| Ducati          | Tesi 1/D 906                 | 851 (portato a 904 cm³)                         | 20                         | dal 1991 al 1992   |
| Ducati          | Tesi 1/D SR                  | 851 (portato a 904 cm³)                         | 144                        | dal 1992 al 1993   |
| Ducati          | Tesi 1/D ES                  | 851 (portato a 904 cm³)                         | 50                         | 1993               |
| Ducati          | Tesi 1/D EF                  | 851 (portato a 904 cm³)                         | 25                         | 1994               |
| Ducati          | Tesi 2D                      | Monster 1000                                    | 25                         | dal 2005 al 2006   |
| Ducati          | Tesi 3D Concept              | Multistrada 1100                                | 29                         | 2007               |
| Ducati          | Tesi 3D                      | Multistrada 1100                                | 184                        | dal 2008 al 2011   |
| Ducati          | Tesi 3D Rock Gold            | Multistrada 1100                                | 1                          | 2009               |
| Ducati          | Tesi 3D E                    | Hypermotard 1100Evo                             | 32                         | dal 2011 al 2015   |
| Ducati          | Tesi 3D Naked                | Hypermotard 1100Evo                             | 50                         | 2012               |
| Ducati          | Tesi 3D 40°                  | Hypermotard 1100Evo                             | 18                         | 2013               |
| Ducati          | Tesi 3D RaceCafe             | Scrambler                                       | 1                          | 2015               |
| Gas Gas         | BBX 300                      |                                                 | 1                          | 2011               |
| Gas Gas         | BBX 508                      | EC 515                                          | 1                          | 2011               |
| Gilera          | GB1                          | 750 RC                                          | 2                          | 1993               |
| Harley-Davidson | HDB1                         | 500 Aermacchi                                   | 1                          | dal 1976 al 1977   |
| Harley-Davidson | HDB2                         | 250 o 350 Aermacchi                             | 35                         | dal 1976 al 1977   |
| Harley-Davidson | HDB3                         | 350 Aermacchi                                   | 2                          | dal 1976 al 1977   |
| Honda           | HB1 (prototipo)              | CB 750 Four                                     | 1                          | 1973               |
| Honda           | HB1                          | CB 750 Four                                     | 10                         | dal 1975 al 1976   |
| Honda           | HB2                          | CB 900 Bol d'Or                                 | 193                        | dal 1982 al 1983   |
| Honda           | HB3                          | CB 1100                                         | 101                        | dal 1983 al 1985   |
| Honda           | HB4                          | CBR 600 RR                                      | 10                         | 2010               |
| Jotagas         | BBX 300                      | Gas Gas 300                                     | 1                          | 2011               |
| Jotagas         | BBX 508                      | Gas Gas 500                                     | 1                          | 2011               |
| Kawasaki        | KB1                          | 900 Z1                                          | 319                        | dal 1978 al 1981   |
| Kawasaki        | KB1 T2                       | Z 1000                                          | 508                        | dal 1981 al 1982   |
| Kawasaki        | KB2 Laser                    | GPz 550                                         | 37                         | dal 1981 al 1984   |
| Kawasaki        | Kb2 J                        | Z 400                                           | 6                          | dal 1981 al 1984   |
| Kawasaki        | KB2 S                        | GPz 550                                         | 72                         | dal 1981 al 1984   |
| Kawasaki        | KB2 TT                       | Gpz 550                                         | 62                         | 1982               |
| Kawasaki        | KB3                          | Z 1000 J                                        | 112                        | dal 1983 al 1984   |
| Kawasaki        | KB4                          | Ninja 1000 SX                                   | 250                        | dal 2022           |
| Kawasaki        | KB4 RC                       | Ninja 1000 SX                                   | 250                        | dal 2022           |
| Kawasaki        | BX450                        | KX 450                                          | 25                         | dal 2023           |
| Kawasaki        | Tesi H2                      | Ninja H2                                        | 250                        | dal 2020           |
| Kawasaki        | Tesi H2 Tera                 | Z H2                                            | 250                        | dal 2024           |
| Kawasaki        | KB998 Rimini                 | Ninja ZX-10RR                                   | 500                        | dal 2025           |
| Paton           | Paton Bimota 1 500           | Paton 2 cilindri 4 tempi                        | 1                          | 1973               |
| Paton           | Paton Bimota 2 500           | Paton 2 cilindri 4 tempi                        | 1                          | 1976               |
| Suzuki          | SB1                          | TR500                                           | 50                         | dal 1975 al 1977   |
| Suzuki          | SB2                          | GS 750                                          | 140                        | dal 1977 al 1979   |
| Suzuki          | SB2 80                       | GS 750                                          | 30                         | dal 1979 al 1980   |
| Suzuki          | SB3                          | GS 1000                                         | 402                        | dal 1980 al 1983   |
| Suzuki          | SB4                          | 1100 Katana                                     | 272                        | dal 1983 al 1984   |
| Suzuki          | SB5                          | GSX 1135                                        | 158                        | dal 1985 al 1986   |
| Suzuki          | SB6                          | GSX-R 1100                                      | 1 144                      | dal 1994 al 1996   |
| Suzuki          | SB6R                         | GSX-R 1100                                      | 600                        | dal 1997 al 1998   |
| Suzuki          | SB7                          | GSX-R 750                                       | 200                        | dal 1994 al 1995   |
| Suzuki          | SB8 R                        | TL 1000 R                                       | 150                        | dal 1998 al 2000   |
| Suzuki          | SB8 RS                       | TL 1000 R                                       | 150                        | dal 1998 al 2000   |
| Suzuki          | SB8 K                        | TL 1000 R                                       | 10                         | 2000               |
| Suzuki          | SB8 K Gobert                 | TL 1000 R                                       | 50                         | 2005               |
| Suzuki          | SB8 K Santa Monica           | TL 1000 R                                       | 75                         | 2005               |
| Yamaha Motor    | YB1                          | TZ 250 o 350                                    | 12                         | dal 1974 al 1975   |
| Yamaha Motor    | YB2                          | TZ 250 o 350                                    | 15                         | 1977               |
| Yamaha Motor    | YB3                          | TZ 250 o 350                                    | 15                         | dal 1978 al 1980   |
| Yamaha Motor    | YB4 R                        | FZ 750                                          | 2                          | 1987               |
| Yamaha Motor    | YB4 e.i.                     | FZ 750                                          | 303                        | dal 1988 al 1989   |
| Yamaha Motor    | YB4 e.i. SP                  | FZ 750                                          | 15                         | dal 1988 al 1989   |
| Yamaha Motor    | YB5                          | FJ 1200                                         | 208                        | dal 1987 al 1988   |
| Yamaha Motor    | YB6                          | FZR 1000                                        | 546                        | dal 1988 al 1990   |
| Yamaha Motor    | YB6 Tuatara                  | FZR 1000                                        | 60                         | dal 1989 al 1990   |
| Yamaha Motor    | YB6 Exup                     | FZR 1000                                        | 114                        | dal 1989 al 1990   |
| Yamaha Motor    | YB7                          | FZR 400                                         | 321                        | dal 1987 al 1988   |
| Yamaha Motor    | YB8                          | FZR 1000 Exup                                   | 252                        | dal 1990 al 1992   |
| Yamaha Motor    | YB8 Furano                   | FZR 1000 Exup                                   | 152                        | dal 1992 al 1993   |
| Yamaha Motor    | YB8 E                        | FZR 1000 Exup                                   | 169                        | dal 1993 al 1994   |
| Yamaha Motor    | YB9 Bellaria                 | FZR 600                                         | 145                        | dal 1990 al 1993   |
| Yamaha Motor    | YB9 SR                       | FZR 600                                         | 651                        | dal 1994 al 1996   |
| Yamaha Motor    | YB9 SRI                      | FZR 600                                         | 225                        | dal 1996 al 1998   |
| Yamaha Motor    | YB10 Dieci                   | FZR 1000 Exup                                   | 224                        | dal 1991 al 1994   |
| Yamaha Motor    | YB10 Biposto                 | FZR 1000 Exup                                   | 38                         | dal 1992 al 1993   |
| Yamaha Motor    | YB11 Superleggera            | 1000 Thunderace                                 | 600                        | dal 1996 al 1998   |
| Yamaha Motor    | YB11 25th Anniversary        | 1000 Thunderace                                 | 50                         | 1998               |

## L'attività agonistica

### Motomondiale

#### Classe 250
Bimota esordisce in questa categoria nel 1976, dopo aver già disputato un paio di stagioni nella 350. Viene messa in pista una motocicletta motorizzata Morbidelli che ottiene un secondo posto al Gran Premio del Belgio con Paolo Pileri. Nel 1977 i piloti italiani Franco Uncini e Walter Villa iniziano la stagione con un telaio Bimota abbinato al motore Harley-Davidson ottenendo qualche vittoria prima di passare ai telai Bakker con cui concludono la stagione rispettivamente al secondo e terzo posto in classifica. Torna in questa categoria nel 1980 quando il pilota francese Thierry Espié chiude quarto in classifica mondiale con tre piazzamenti a podio. Nel 1981 conquista qualche altro podio con Patrick Fernandez. Nel 1982 vengono messe in pista motociclette motorizzate Yamaha e Bartol ottenendo qualche punto iridato.

#### Classe 350
L'esordio nel mondiale per prototipi avviene nella stagione 1974 nella Classe 350 con una motocicletta motorizzata Yamaha. Ottiene i primi punti iridati in occasione del Gran Premio delle Nazioni con il settimo posto del pilota italiano Giuseppe Elementi. Nella stagione successiva ottiene la prima vittoria, Otello Buscherini taglia per primo il traguardo nel Gran Premio della Cecoslovacchia.
Nel 1979 il pilota francese Michel Rougerie ottiene un paio di piazzamenti a punti chiudendo 17º in classifica. La partecipazione alle competizioni viene premiata nel 1980 quando il sudafricano Jon Ekerold, in sella alla YB3 vince il Campionato del Mondo ottenendo tre vittorie nei singoli Gran Premi. In questo contesto Bimota ottiene anche il titolo costruttori di categoria e piazza altri tre piloti nelle prime dieci posizioni: i francesi Éric Saul e Patrick Fernandez nonché l'italiano Massimo Matteoni, che ottengono diversi piazzamenti a podio in stagione.
Nel 1981 pur non vincendo nuovamente il titolo, la casa Riminese ottiene altre tre vittorie nei singoli Gran Premi con diversi piloti a punti e nelle posizioni alte della classifica. Nel 1982, ultima stagione di questa categoria, vengono messe in pista motociclette motorizzate Yamaha e Bartol ottenendo qualche piazzamento a podio.

#### Thunderbike Trophy

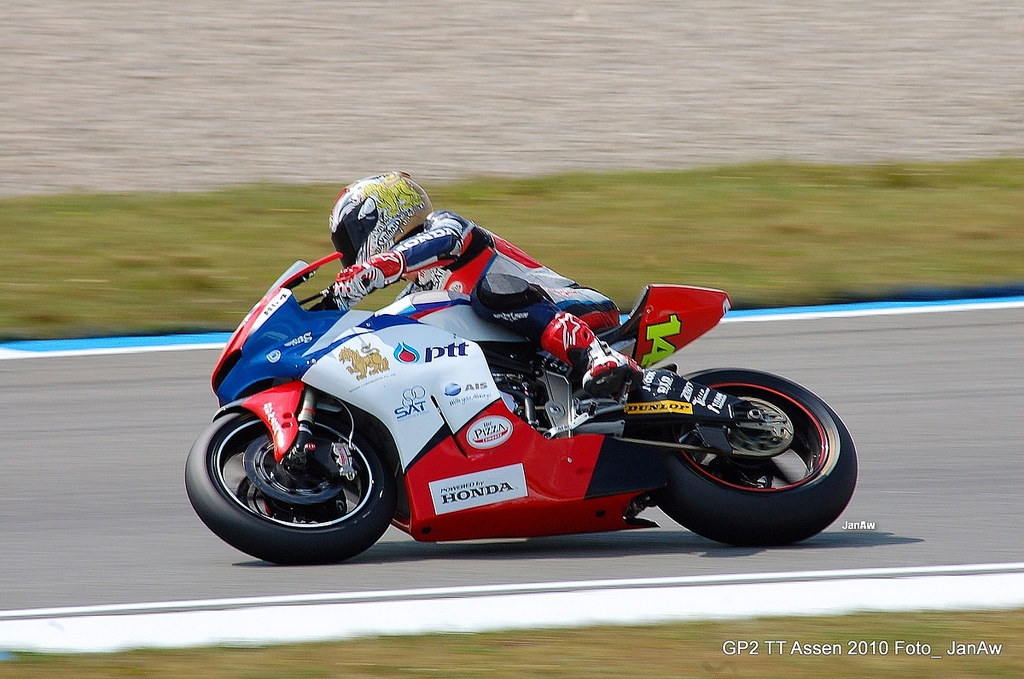
Wilairot su Bimota HB4.

Nelle stagioni 1995 e 1996 si disputa, in concomitanza con le gare in territorio europeo del motomondiale la Thunderbike Trophy, categoria riservata a motociclette da 600 cm³ con motori a quattro tempi con quattro cilindri. Bimota, unica casa costruttrice non giapponese, partecipa ad entrambe le edizioni ottenendo i risultati migliori con Mario Innamorati a partire dal Gran Premio di Germania del secondo anno.

#### Moto2
Al termine della stagione 2009, nell'ottica della riduzione delle emissioni inquinati e per creare una classe propedeutica alla MotoGP, l'organizzatore sceglie di optare per un cambio radicale. La nuova classe di mezzo prevede infatti, oltre al regime di monogomma, l'utilizzo di un motore unico per tutte le case costruttrici: il quattro cilindri in linea a quattro tempi derivato da quello di serie della Honda CBR600RR. Bimota assembla una motocicletta per partecipare a questa nuova classe: la HB4 che viene affidata a tre differenti squadre. Il pilota thailandese Ratthapark Wilairot in forza al team Thai Honda PTT SAG, ottiene le migliori prestazioni collezionando trenta punti e sfiorando il podio nel Gran Premio d'Olanda. Non vengono schierate moto per la stagione 2011. L'ultima apparizione in Moto2 risale alla stagione 2012, con il team SAG, senza ottenere punti.
Parallelamente al Motomondiale, la HB4 viene schierata nelle due edizioni del Campionato Italiano Velocità in cui si è disputata la classe Moto2: il 2011 e il 2012. Nella seconda stagione, con il pilota danese Robbin Harms, conquista una vittoria a Imola ed il titolo costruttori.

### Superbike

#### 1988-1991 (la YB4)
Il 1988 sancisce la nascita del mondiale Superbike e La Bimota, reduce dalla conquista del Campionato mondiale Formula TT 1987 con Virginio Ferrari e la YB4 R (a spese del pluricampione Joey Dunlop e della Honda), partecipa al nuovo campionato con la una versione evoluta della moto iridata, la YB4 E.I.. Vince la prima gara della storia del mondiale delle moto derivate dalla serie a Donington Park con Davide Tardozzi che rimane in corsa per il titolo fino al termine della stagione. Durante l'anno conquista altri sei Gran Premi per un totale di sette andando a sfiorare anche la conquista del titolo costruttori. Nel 1989 la casa riminese è quarta tra i costruttori ed ottiene tre vittorie nei singoli Gran Premi con l'italiano Giancarlo Falappa. Nel 1990 le YB4 vengono schierate solo in alcune gare racimolando quattro punti. Il 1991 vede ancora Bimota a mezzo servizio e con qualche punto conquistato prima del temporaneo ritiro.

#### 1997-1999 Il Mondiale Supersport
Nel 1997 si disputa la prima edizione della Supersport World Series, categoria propedeutica al mondiale Superbike e disputatasi in concomitanza con lo stesso. Bimota mette a disposizione le sue motociclette a diversi piloti chiudendo al sesto posto tra i costruttori e ottenendo come miglior risultato il sesto posto al Gran Premio di Hockenheim con Roberto Panichi. Nel 1998 e nel 1999 replica il sesto posto ottenendo piazzamenti di minor rilievo.

#### 2000 (la SB8R)
Chiusasi la parentesi nel mondiale Supersport, Bimota torna in Superbike nel 2000 mettendo in pista una motocicletta a motore Suzuki: la SB8 K affidata al team italiano MVR Bimota Exp. con il pilota australiano Anthony Gobert. Il team disputa solo dieci gare relegando Bimota all'ultimo posto tra i costruttori ma, in occasione del Gran Premio d'Australia conquista una vittoria prestigiosa rifilando quasi mezzo minuto al più prossimo degli inseguitori.

#### 2014 (la BB3)
Per la stagione 2014 Bimota fa il suo ritorno in Superbike mettendo in pista la BB3 motorizzata col quattro cilindri BMW, già in uso sulle moto ufficiali della casa tedesca nello stesso campionato, portando così a quattro il numero delle motociclette italiane partecipanti visto il contemporaneo impegno di Ducati, Aprilia e MV Agusta. Bimota si avvale della collaborazione del Team Alstare che schiera il confermato Ayrton Badovini e l'inglese Christian Iddon proveniente dalla Supersport. Sfortunatamente la casa motociclistica Italiana non riesce a produrre entro il tempo limite concesso dall'organizzatore il numero di motociclette di serie sufficienti per poter prendere punti nel mondiale. Per questo motivo pur avendo preso parte a otto gran premi, per un totale di sedici gare, i risultati non vengono omologati. Questo nonostante la bontà del mezzo, che permetteva ad entrambi i piloti di passare quasi sempre sotto la bandiera a scacchi nei primi quindici posti.

#### 2025 - Il ritorno in Superbike

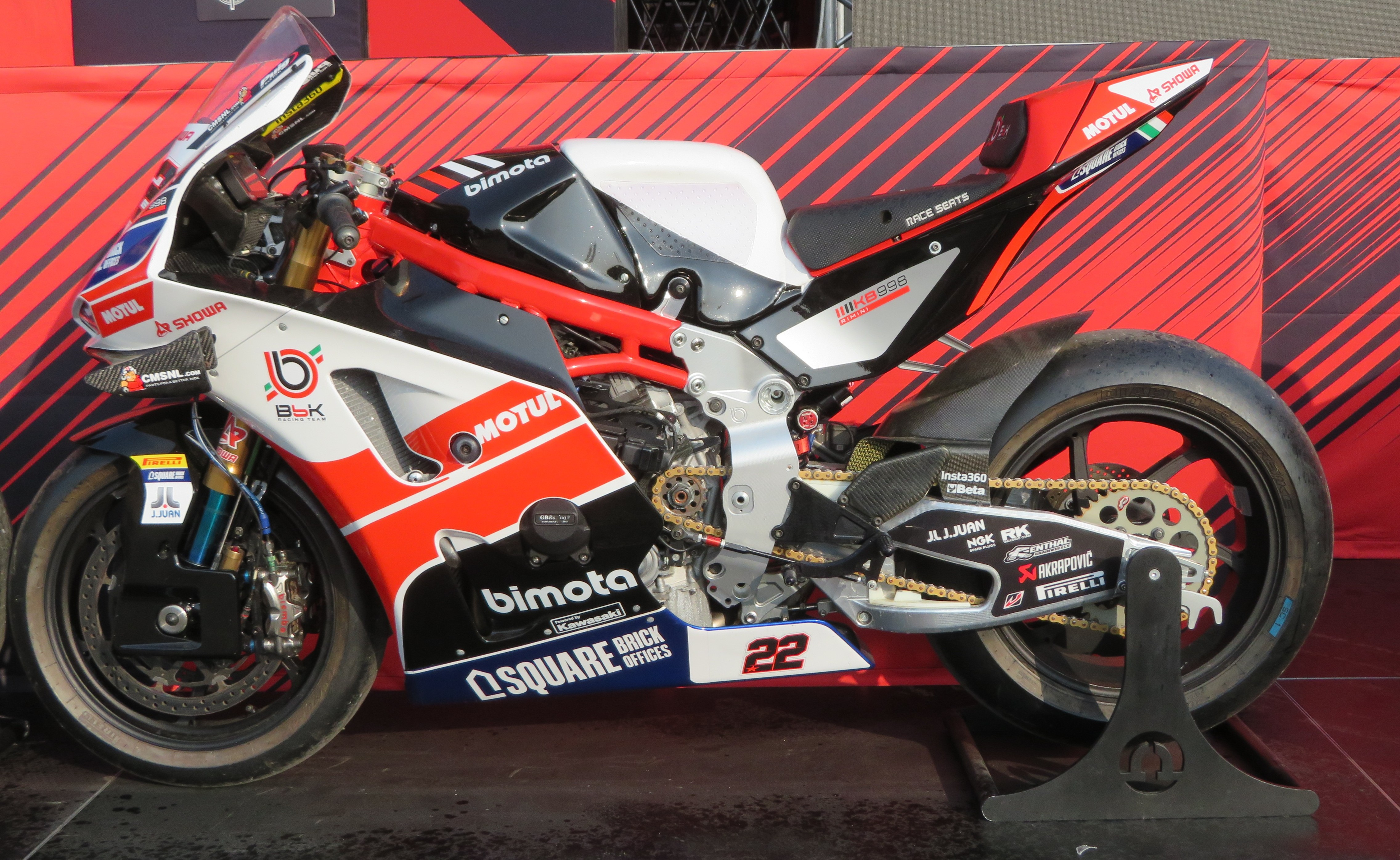
Bimota KB998 Rimini SBK (2025)

Grazie a una collaborazione con Kawasaki Racing, che dal 2025 cambierà nome in Bbk (Bimota by Kawasaki) Racing Team, l'azienda romagnola torna nel campionato Superbike supportata direttamente da Kawasaki, portando in pista la KB998 Rimini, progettata e costruita da Bimota e motorizzata Kawasaki: il motore è quello della Ninja ZX-10RR. Il team sarà gestito da Provec Racing e i piloti saranno i confermati Alex Lowes e Axel Bassani.

### Altre competizioni
Nel 1987 l'italiano Virginio Ferrari vince il Campionato del Mondo TT F1 pilotando la YB4 R.
La 725 cm³ Supermono, prototipo della "Supermono" con motore derivato BMW e reso competitivo dal Bimota Experience Department, condotta da Gianluca Galasso contende alla Ducati "batacchio" pilotata da Pierfrancesco Chili la vittoria nella gara del Campionato Europeo di categoria al Mugello. nel Settembre 1994.
Con il rilancio dell'azienda, parecchie sono le Bimota impegnate in gara nei trofei nazionali ed internazionali da piloti privati: Tesi 3D, DB5, DB6 ed anche DB7. Una DB7 in configurazione standard ha partecipato alla gara del Mugello del Desmo Challenge 2008 con Danilo Marrancone, centrando un importante risultato: la vittoria all'esordio. Nel 2015 partecipa, con la BB3, alle quattro principali competizioni su strada: Tourist Trophy, North West 200, Ulster GP, Macao GP.